# Elvis Presley
Elvis Aaron Presley (wym. [ˈpɹɛsli]; ur. 8 stycznia 1935 w Tupelo, zm. 16 sierpnia 1977 w Memphis) – amerykański piosenkarz i aktor. Wykonywał m.in. muzykę rockową, pop, country, rock and roll, gospel i rockabilly.
Rozpoczął karierę muzyczną w 1954 od podjęcia współpracy z Samem Phillipsem, właścicielem wytwórni fonograficznej Sun Records. Jako aktor zadebiutował rolą w filmie Kochaj mnie czule (1956). W latach 1958–1960 służył w armii, a 23 marca 1964 został zwolniony z rezerwy. Przez większość lat 60. grał w filmach i nagrywał do nich ścieżki dźwiękowe. W 1968 wrócił do śpiewania na żywo po prawie ośmioletniej przerwie. W 1973 wziął udział w Aloha from Hawaii, pierwszym koncercie transmitowanym przez satelitę.
Pozostaje jedną z najważniejszych ikon popkultury XX wieku. Był jednym z popularniejszych muzyków popowych w USA, nawet w czasach tzw. brytyjskiej inwazji, kiedy to rynek muzyczny zdominował nowoczesny, europejski rock and roll i rock. Często nazywany „Królem rock and rolla” lub po prostu „Królem”. Przez redakcję magazynu „Billboard” określony najlepszym artystą lat 50. Szacuje się, że wszystkie wydawnictwa muzyczne Presleya na całym świecie rozeszły się w nakładzie od 600 mln do 1 mld egzemplarzy. Z powodzeniem śpiewał piosenki w stylu: country, rhythm and blues, pop, rock i gospel. Trzykrotny laureat nagrody Grammy (za albumy How Great Thou Art i He Touched Me oraz za wykonanie utworu „How Great Thou Art” na koncercie w Memphis, który odbył się 20 marca 1974), łącznie był nominowany do tej nagrody aż 14 razy. W 1971 otrzymał nagrodę Grammy za osiągnięcia życia. W 1986 został upamiętniony w muzeum Rock and Roll Hall of Fame.
Zmarł nagle 16 sierpnia 1977 po wielu latach nadużywania leków. Po śmierci został pożegnany przez prezydenta Stanów Zjednoczonych Jimmy’ego Cartera słowami: Jego muzyka i osobowość zmieniły oblicze amerykańskiej kultury. Był symbolem buntowniczego ducha naszego narodu.
O życiu Presleya powstał film dokumentalny Elvis by the Presleys (2005), fabularyzowany film dokumentalny This Is Elvis (1981) oraz dwa filmy fabularne: Elvis (1979) i Elvis (2022).

## Życiorys

### Rodzina i edukacja

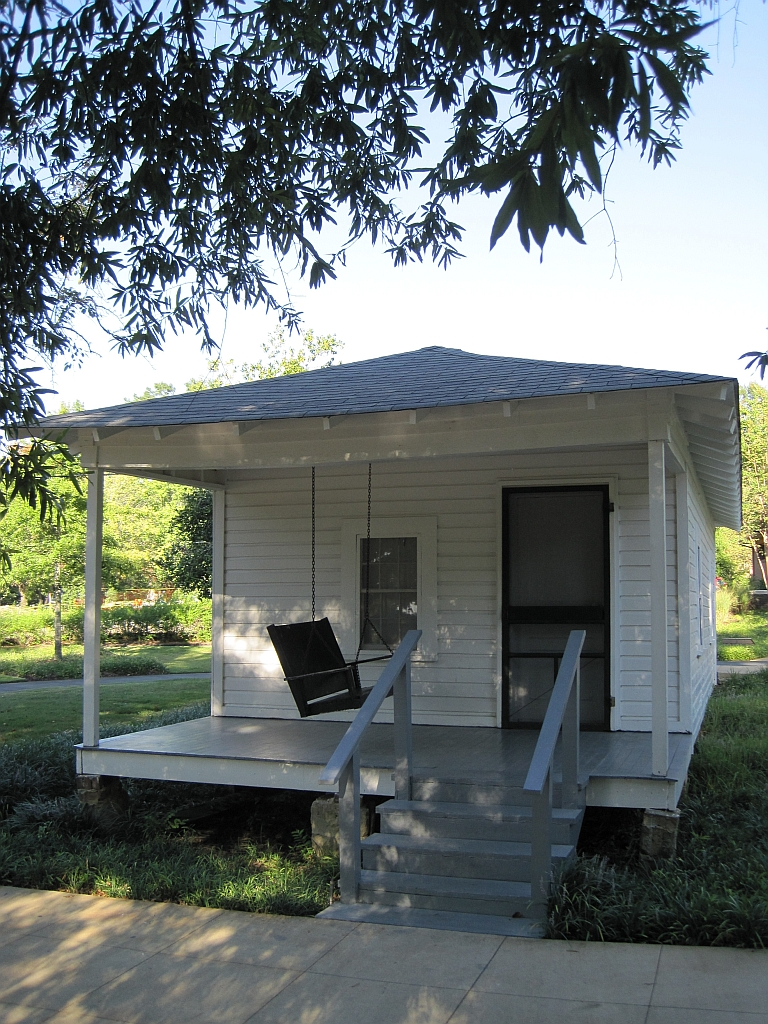
Dom, w którym urodził się Presley

Urodził się 8 stycznia 1935 o godz. 4:30 w Tupelo w stanie Missisipi. Był synem Vernona Presleya (ur. 10 kwietnia 1916, zm. 26 czerwca 1979) i Gladys Love z domu Smith (ur. 25 kwietnia 1912, zm. 14 sierpnia 1958), którzy pobrali się w 1933. Urodził się jako bliźniak jednojajowy; jego brat – Jesse Garon – urodził się martwy. Poród nastąpił w małym, dwupokojowym domu kupionym przez Vernona z powodu zbliżających się narodzin dzieci. Gladys, z zawodu szwaczka, była uważana przez znajomych za osobę nadopiekuńczą względem syna, co – jak podkreśliło wielu biografów Presleya – znacznie odbiło się na jego psychice, choć sam Elvis opisywał swoje dzieciństwo jako „bardzo szczęśliwe”. Vernon z kolei był mało ambitny i często zmieniał pracę; w chwili narodzin synów pracował jako kierowca ciężarówki, był także drwalem oraz pracował na plantacjach bawełny i trzciny cukrowej.
Dorastał w skrajnie biednej rodzinie. Przez wzgląd na koszty utrzymania, rodzina Presleya przeprowadziła się do tańszego mieszkania w dzielnicy Shakerag. Elvis jako dziecko razem z rodziną chodził do kościoła Zborów Bożych, który był jego pierwszą muzyczną inspiracją. We wrześniu 1941 rozpoczął edukację w East Tupelo Consolidated, gdzie jego instruktorzy ocenili go jako „średniego”. Odizolowany od rówieśników przez nadopiekuńczą matkę, w wolnych chwilach często słuchał radia – jego pierwszymi idolami muzycznymi byli Ernest Tubb, Jimmy Rodgers i Roy Acuff. Śpiewał hymny w kościele ewangelickim First Assembly of God. Zachęcony przez nauczyciela, który dostrzegł jego talent wokalny podczas porannych modlitw, 3 października 1945 wziął udział w konkursie piosenki Mississippi–Alabama Fair & Dairy Show w Tupelo, na którym – po wykonaniu utworu Reda Foleya „Old Shep” – zajął drugie lub piąte miejsce.
We wrześniu 1948 przeniósł się z rodzicami do Memphis, gdzie zamieszkali w jednopokojowym mieszkaniu przy Poplar Avenue 572 w dzielnicy Lauderdale Court, jednak po jakimś czasie znów zmienili mieszkanie. Podjął naukę gry na gitarze, najpierw pod nadzorem wujów, Vestera Presleya i Johnny’ego Smitha, a następnie – sąsiada, Jesse’a Lee Densona. Uczył się w Humes High School, chętnie występował na piknikach i międzyszkolnych imprezach, m.in. na High School Variety Show. Był nieśmiałym i wstydliwym chłopcem, przez co rówieśnicy sporadycznie przezywali go „maminsynkiem”, jednocześnie wyśmiewali go i bili ze względu na jego ekstrawagancki styl ubierania się i charakterystyczną fryzurę. Gdy nauczyciel muzyki powiedział mu, że nie ma talentu do muzyki, następnego dnia Presley przyniósł do szkoły gitarę i zaśpiewał utwór „Keep Them Cold Icy Fingers Off Me”, żeby udowodnić mu, że się myli. By pomóc rodzicom w trudnej sytuacji materialnej, dorabiał, strzyżąc trawniki i myjąc samochody u bogatych rodzin, później krótko pracował również jako bileter w Loew’s State Theatre oraz w Marl Metal Products Company. Po ukończeniu nauki w szkole średniej Humes High School w 1953 rozpoczął wieczorowe kursy kształcące na elektryka, jednak porzucił naukę po zatrudnieniu się w Crown Electric Company jako kierowca ciężarówki.

### Pierwsze nagrania

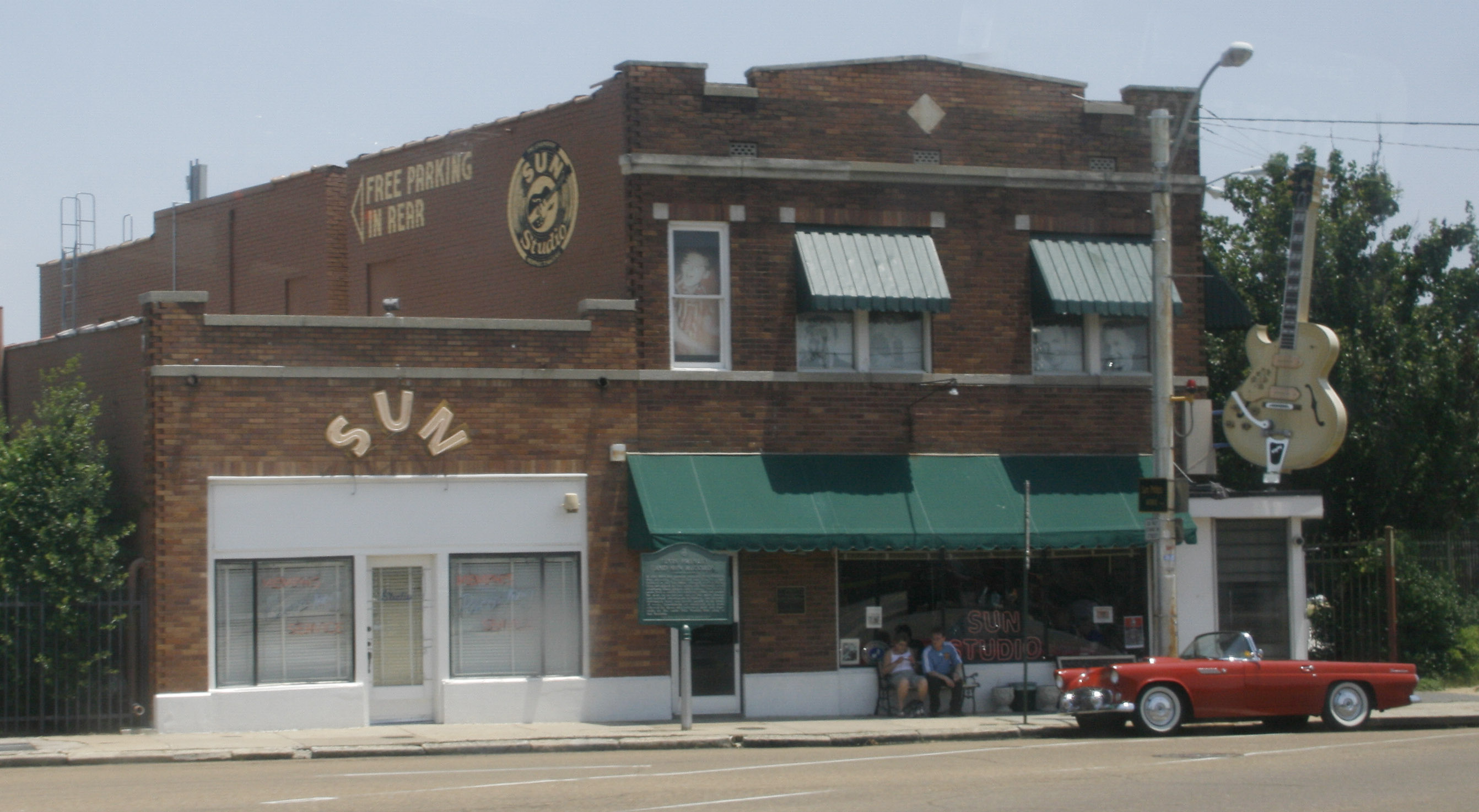
Studio wytwórni Sun Records

Chcąc sprawić mamie prezent urodzinowy, latem 1953 nagrał – akompaniując sobie na gitarze – płytę z utworami „My Happiness” (zespołu The Ink Spots) i „That’s When Your Heartaches Begin” w studiu Memphis Recording Service należącym do Sama C. Phillipsa, właściciela wytwórni Sun Records. Jedna z kopii taśmy – za sprawą Marion Keisker, która kontrolowała przebieg nagrań – trafiła do Phillipsa. Presley podczas kolejnej sesji nagraniowej zarejestrował na własny użytek kolejne piosenki – „Casual Love Affair” i „I’ll Never Stand in Your Away”. W lipcu, na zaproszenie Phillipsa, nagrał utwory „Without You” i „Rag Mog”, jednak nie wzbudził ich wykonaniem entuzjazmu producenta, który nakazał skasowanie obu nagrań. Podczas tej samej sesji zaczął parodiować sposób śpiewania Deana Martina, Billy’ego Eckstine’a i Billa Haleya, czym zachęcił Phillipsa do zaaranżowania mu spotkania z gitarzystą Scottym Moore’em, z którym wkrótce odbył serię prób i zaczął występować w klubach. W lipcu 1954 podczas kolejnej sesji w studiu nagrał balladę „I Love You Because” i utwór „Tryin’ to Get to You” oraz pracował nad coverem piosenki Billa Monroe „Blue Moon of Kentucky”. Chcąc poprawić sobie humor w przerwie podczas sesji, zaczął grać na gitarze utwór Arthura Crudupa „That’s All Right, Mama”, co Phillips niezwłocznie zaczął nagrywać. Trzy dni później DJ Dewey Phillips puścił nagranie w swojej audycji Red, Hot and Blue w radiu WHBQ. Słuchacze dzwonili do studia, żeby dowiedzieć się, kto jest wykonawcą piosenki, a wielu odbiorców uważało go za czarnoskórego.
19 lipca 1954 wydał debiutancki singiel „That’s Alright (Mama)/Blue Moon of Kentucky”, z którym pod koniec miesiąca dotarł do trzeciego miejsca na liście Memphis Country Music Chart. 10 sierpnia w Overton Park Shell Auditorium zagrał swój pierwszy koncert, na którym został przychylnie przyjęty przez publiczność. We wrześniu odbył kolejną sesję nagraniową, podczas której zarejestrował piosenki – „Good Rockin’ Tonight”, „I Don’t Care If the Sun Don’t Shine”, „Uncle Pen” i „Just Because”. W tym samym miesiącu wystąpił w Grand Ole Opry w Nashville, gdzie został wygwizdany przez konserwatywną widownię, która była zszokowana ekspresją i ruchami scenicznymi Presleya. Po entuzjastycznym przyjęciu jego występu w widowisku Louiskana Hayride w Shreveport podpisał roczny kontrakt na cotygodniowe występy w tym show.
Od grudnia 1954 do lutego 1955 oraz w lipcu 1955 podczas kolejnych sesji nagraniowych dla Sun Records zarejestrował utwory: „Oakie Boogie”, „Tomorrow Night”, „Milkcow Blues Boogie”, „You’re a Heartbreaker”, „My Baby’s Gone” i „I’m Left, You’re Right, She’s Gone”, „I’ll Never Let You Go”, „Baby, Let’s Play House” i „Mystery Train” oraz „I Forgot to Remember to Forget” i „Trying to Get to You”. Promotor Bob Neal w międzyczasie podpisał umowę z artystą i skupił na nim uwagę Toma „Pułkownika” Parkera, który umożliwił mu występy podczas lutowej trasy koncertowej swojego innego podopiecznego, Hanka Snowa. W sierpniu Presley odnowił umowę z Nealem, a Parker został jego menedżerem i promotorem. Grupa utrzymywała obszerny harmonogram trasy koncertowej przez drugą połowę roku, Presleyowi akompaniowali gitarzysta Scotty Moore i basista Bill Black. Jeszcze w tym samym roku nakładem Sun Records artysta wydał singiel z utworami „Mystery Train” i „I Forgot to Remember to Forget”, z którym dotarł na pierwsze miejsce na liście przebojów muzyki country i utrzymał się na szczycie notowania przez 15 tygodni.
Podczas zjazdu Country Disc Jockey na początku listopada 1955 został określony mianem najbardziej obiecującego męskiego artysty roku, a kilka wytwórni płytowych – w tym Atlantic Records i RCA Victor – wyraziło chęć podpisania z nim kontraktu. 22 listopada Parker i Phillips zawarli umowę z RCA Victor na sumę 40 tys. dolarów, z czego Presley otrzymywał tylko 5 tys. dol., a resztę dostawał Phillips. Presley w wieku 20 lat ciągle był małoletni, dlatego kontrakt w jego imieniu podpisał ojciec. Phillips zrzekł się praw do twórczości Presleya, podobnie jak sam artysta, dlatego biografowie często uznają zawartą z Parkerem umowę za „najgorszy kontrakt stulecia”, który spowodował, że Presley stał się komercyjnym produktem kosztem bycia autentycznym artystą. Pod koniec grudnia tego samego roku wytwórnia stale reklamowała swojego nowego wykonawcę, a do końca miesiąca wydała ponownie większość nagrań z Sun Records.

### Kolejne piosenki, debiut filmowy i służba wojskowa
10 stycznia 1956 stworzył swoje pierwsze nagrania dla RCA w Nashville, zarejestrował piosenki: „Heartbreak Hotel”, „I Got a Woman”, „Money Honey”, „I’m Counting on You” i „I Was the One”. 26 stycznia wystąpił w telewizyjnym programie The Dorsey Brothers Show i spotkał się z entuzjastyczną reakcją publiczności w studiu. 27 stycznia wydał singiel „Heartbreak Hotel”, który osiągnął sukces komercyjny, rozchodząc się w nakładzie 2 mln egzemplarzy na świecie. Presley wkrótce stał się idolem młodzieży, zwłaszcza nastolatek. Na przełomie stycznia i lutego oraz w kwietniu nagrał jeszcze kilka piosenek w studiu RCA: „Blue Suede Shoes”, „My Baby Left Me”, „One-Sided Love Affair”, „So Glad You’re Mine”, „Tutti Frutti”, „I’m Gonna Sit Right Now and Cry Over You”, „Lawdy, Miss Clawdy” i „Shake, Rattle and Roll”. W kwietniu umieścił je na swoim pierwszym albumie długogrającym, zatytułowanym po prostu Elvis Presley, który jeszcze przed premierą zamówiono w wówczas rekordowym nakładzie 362 tys. sztuk. Wiosną odbył pierwszą trasę koncertową po USA, m.in. pod koniec kwietnia dał dwutygodniową serię występów w New Frontier Hotel w Las Vegas. Jego występy zachwycały licznie gromadzącą się pod sceną młodzież, ale oburzały miejscowych polityków i przedstawicieli organizacji religijnych, którzy określali je jako „skandaliczne” i „nieprzyzwoite”.

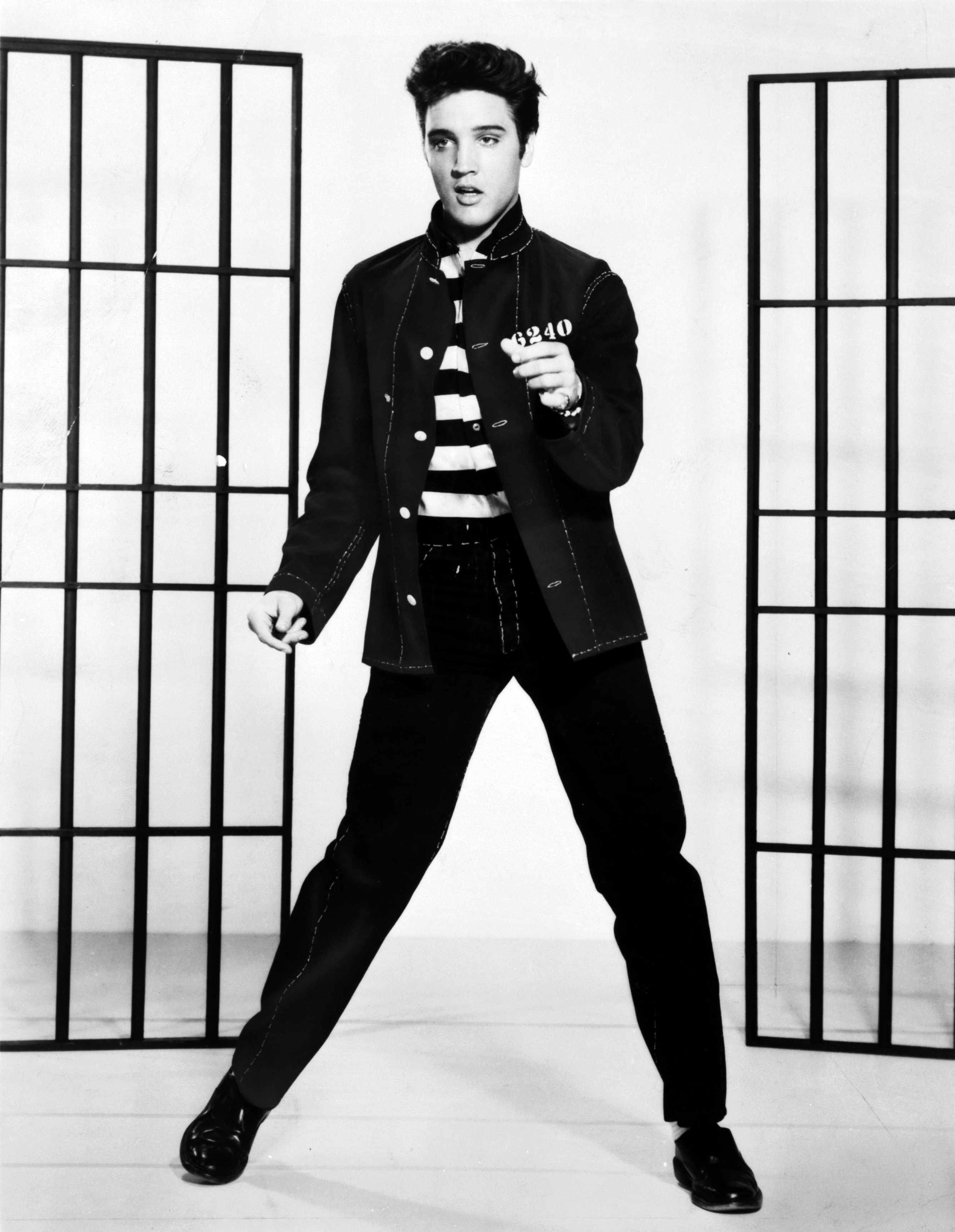
Presley na planie filmu Więzienny rock (1957)

W międzyczasie rozpoczął karierę aktorską, podpisując siedmioletni kontrakt z producentem filmowym Halem Wallisem z Paramount Pictures. Wcześniej, na zaproszenie wytwórni 20th Century Fox, uczestniczył w zdjęciach do westernu Kochaj mnie czule (Love Me Tender), do którego napisał ścieżkę dźwiękową we współpracy z Verą Matson; w filmie zaśpiewał piosenki: „Love Me Tender”, „Let Me”, „Poor Boy” i „We’re Gonne Move”. Film wzbudził duże zainteresowanie widzów, szczególnie wśród młodej widowni, a także osiągnął sukces komercyjny, choć Presley za swoją grę zebrał krytyczne recenzje.
Kontynuował karierę muzyczną, wydając singiel z piosenkami „I Want You, I Need You, I Love You” i „My Baby Left Me”. 1 lipca po raz pierwszy wystąpił w programie telewizyjnym Steve Allen Show, zbierając za swój występ mieszane opinie. Następnego dnia w nowojorskim studiu RCA nagrał utwory: „Hound Dog”, „Don’t Be Cruel” i „Anyway You Want Me”. Singiel z pierwszymi dwiema piosenkami w krótkim czasie rozszedł się w nakładzie 5–6 mln egzemplarzy i przez 11 tygodni pozostawał na pierwszym miejscu listy przebojów Hot 100. Kilka dni później zagrał plenerowy koncert w Memphis, podczas którego powiedział: Ci ludzie w Nowym Jorku w ogóle mnie nie zmienią. Pokażę wam dzisiaj, jaki jest prawdziwy Elvis. W sierpniu sędzia w Jacksonville (Floryda) nakazała Presleyowi poskromić swoje zachowanie, z czego artysta zakpił na kolejnym koncercie, przez cały występ stojąc niemal nieruchomo na scenie w jednym miejscu, nie licząc poruszania małym palcem. We wrześniu, inkasując 50 tys. dol., wystąpił w programie telewizyjnym Eda Sullivana, który obejrzała rekordowa liczba ok. 54 mln widzów, co dało stacji CBS ok. 83% udziału w rynku. W tym samym miesiącu wydał płytę pt. The Truth About Me, na którą nagrał odpowiedzi na pytania często zadawane mu przez wielbicieli. Poza tym wydał singiel z piosenkami „Love Me Tender” i „Anyway You Want Me” oraz dwukrotnie wystąpił w imprezie Mississippi-Alabama Fair-Grounds w rodzinnym Tupelo. Do końca roku ponownie wystąpił w programach Steve Allen Show i Ed Sullivan Show. W grudniu wziął udział w spontanicznym muzykowaniu w studiu Sun Records z Jerrym Lee Lewisem, Carlem Perkinsem i Johnnym Cashem; jeden z pracowników technicznych studia zarejestrował materiał, który został wydany w 1982 na albumie pt. The Million Dollar Quartet.
W grudniu 1956 prasa nadała mu nieformalny tytuł „króla rock and rolla”. Eksperci podkreślali unikatowość nagrań Presleya, który w swoich piosenkach łączył brzmienia country, gospelowe, rhythm and bluesowe i popowe. W tym czasie na rynku ukazały się pierwsze gadżety z wizerunkiem Presleya (m.in. ubrania, pióra, szczotki do włosów, szminki, guziki, notesy czy papiery toaletowe) – dochód ze sprzedaży ponad 50 rodzajów licencjonowanych wyrobów wyniósł ponad 10 mln dol.
6 stycznia 1957 ponownie wystąpił w Ed Sullivan Show, a jego popisy sceniczne zostały ocenzurowane – operatorzy kamer kręcili go od pasa w górę, by nie demoralizować widzów widokiem rozkołysanych bioder Presleya. W pierwszej połowie 1957 wydał single: „Too Much”, „All Shook Up” i „Teddy Bear”, z którymi dotarł do pierwszego miejsca na listach przebojów. Wydał także minialbum pt. Peace in the Valley, na którym umieścił piosenki gospelowe. Kontynuował karierę aktorską, grając główną rolę w filmie Kochając ciebie (Loving You), za co otrzymał 250 tys. dol. i 50% zysków ze sprzedaży biletów. Film promował singlem „Loving You”, z którym dotarł do pierwszego miejsca na amerykańskiej liście przebojów, oraz albumem z piosenkami z filmu. Następnie zagrał w filmie Richarda Thorpe’a Więzienny rock (Jailhouse Rock), za co otrzymał 500 tys. dol. honorarium, a później jeszcze 3 mln dol. ze sprzedaży biletów. Na potrzeby filmu nagrał ścieżkę dźwiękową, którą promował przebojowymi utworami: „Jailhouse Rock” i „Treat Me Nice”. Występem w Więziennym rocku umocnił swoią reputację idola młodego pokolenia. Pod koniec sierpnia 1957 wyruszył w kolejną trasę koncertową po USA. Po sukcesie ostatniej EP-ki nagrał album świąteczny pt. Elvis Christmas Album. Do końca 1957 sprzedał 28 mln egzemplarzy wszystkich swoich singli i prawie 1 mln sztuk albumów studyjnych. W tym okresie zaczął zażywać proszki nasenne z powodu bezsenności spowodowanej nieregularnymi godzinami pracy.
24 marca 1958 zgłosił się do komisji poborowej i został powołany do armii, zastrzegając sobie jednak ośmiotygodniowe odroczenie służby z racji kręcenia filmu Michaela Curtiza Król Kreol (King Creole), za występ w którym później otrzymał przychylne recenzje. Zgłaszając się do komisji, podkreślał, że nie chce być traktowany inaczej niż ktokolwiek inny, twierdził: Armia może zrobić ze mną wszystko, co chce. Przypisano mu numer US 533110761. W trakcie pobytu Presleya w wojsku wytwórnia podtrzymywała zainteresowanie wokół artysty, wydając kolejne nagrania: w marcu premierę miał album pt. Elvis Golden Records Vol. 1, który pozostał przez 50 tygodni na liście Billboard 200, a miesiąc później ukazał się singiel „Wear Ring Around Your Neck”, który dotarł do trzeciego miejsca na liście Hot 100. Presley w trakcie pełnienia służby wojskowej zaczął zażywać deksedrynę, by się pobudzać. Na początku sierpnia 1958 u matki Presleya zdiagnozowano zapalenie wątroby, a jej stan gwałtownie się pogorszył, dlatego artysta został wypuszczony na przepustkę; Gladys zmarła 14 sierpnia 1958 z powodu niewydolności serca i wątroby w wieku 46 lat. Śmierć matki załamała Presleya. 1 października artysta trafił do 3. Dywizji służącej we Friedbergu. Oddał swoje wynagrodzenie z armii na cele charytatywne oraz zakupił telewizory do bazy i dodatkowy zestaw mundurów dla każdego kompana, poza tym odwiedzał szpitale dziecięce, którym fundował urządzenia medyczne. 3 marca 1960 zakończył służbę wojskową, kilka tygodni wcześniej uzyskał tytuł sierżanta.

### Powrót do śpiewania i spadek popularności

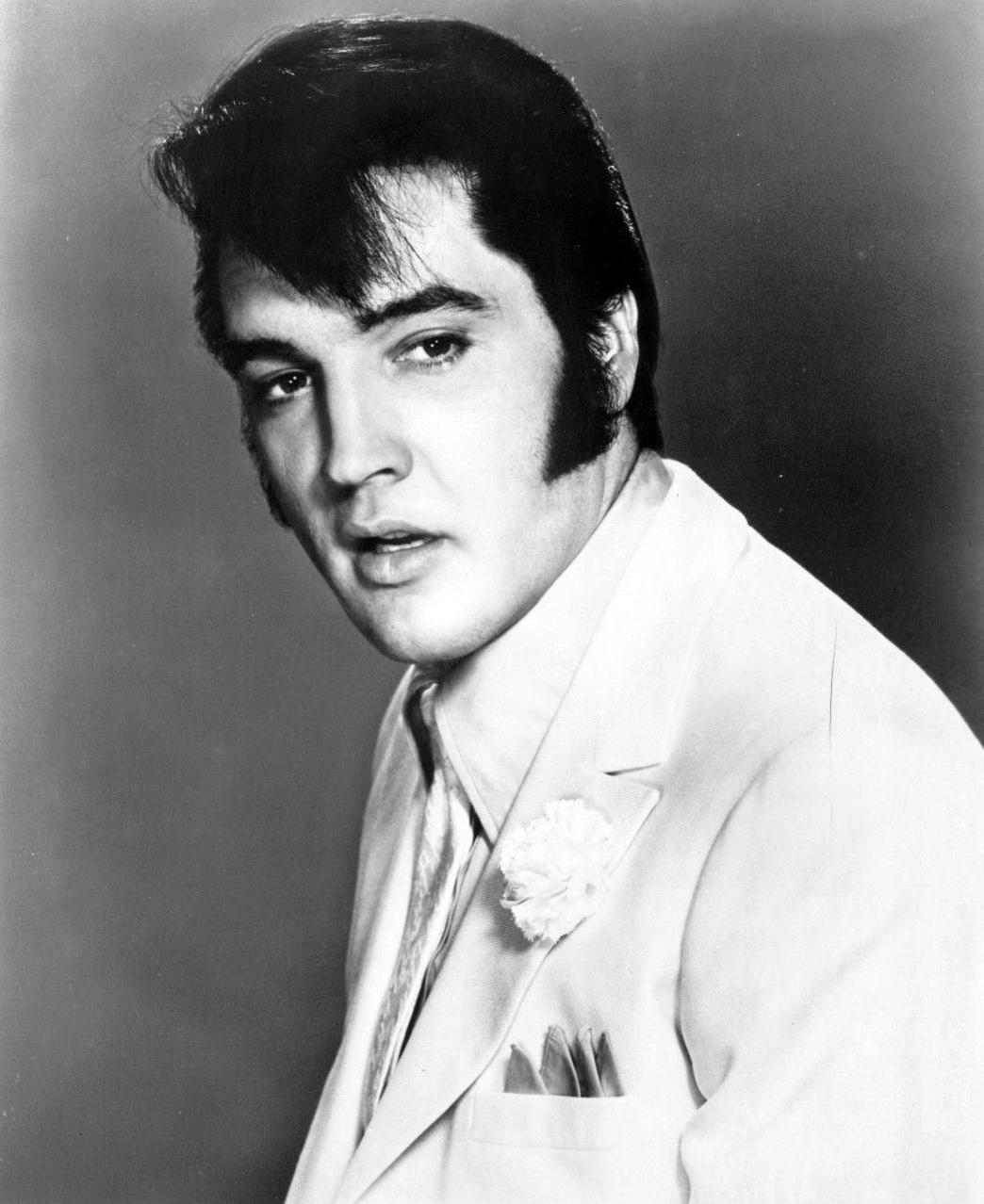
Presley (1968)

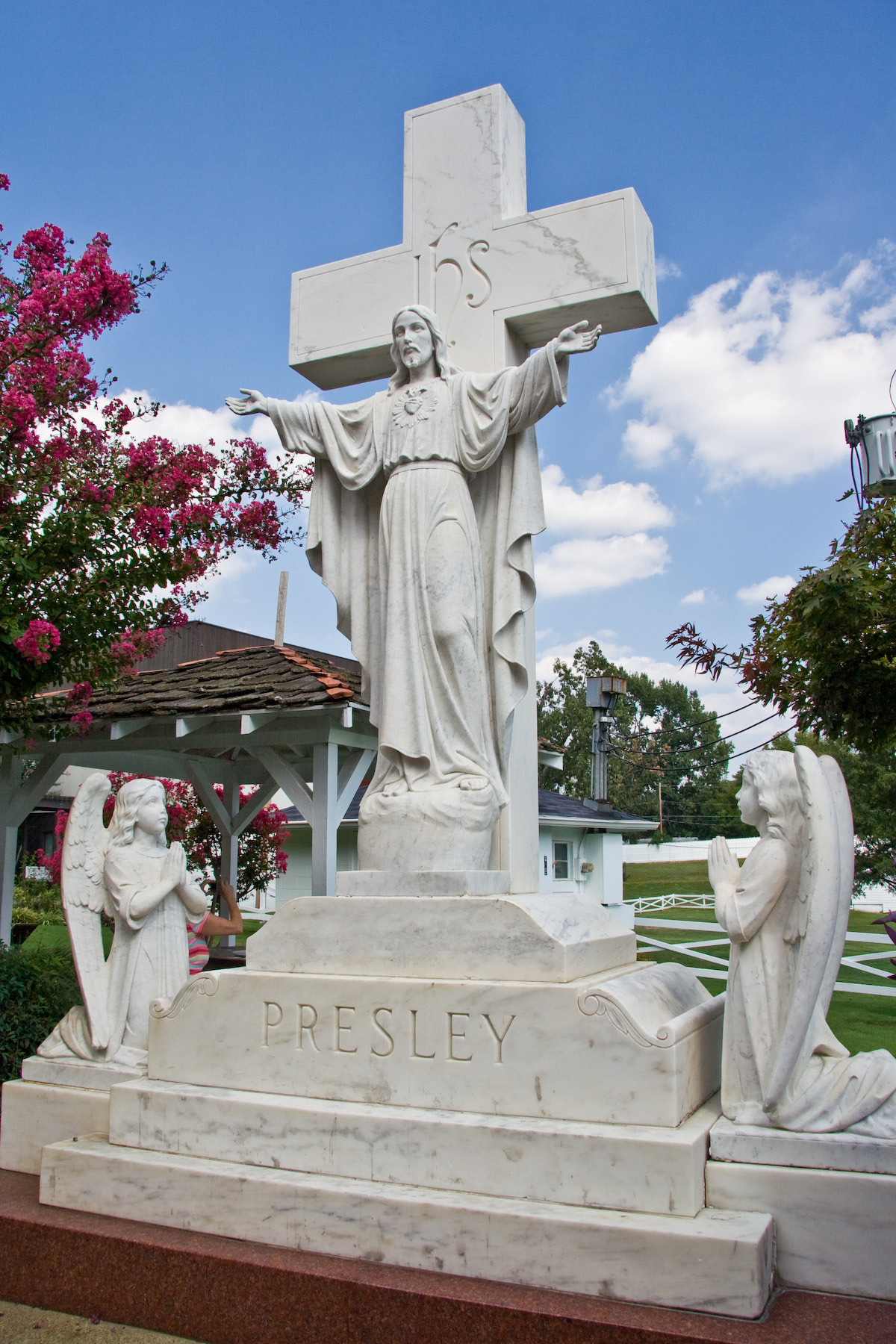
Pomnik pamięci

W styczniu 1960 wytwórnia RCA Victor wydała album składankowy pt. Elvis Gold Record, Vol. 2. Presley po zakończeniu służby wojskowej wrócił do nagrywania piosenek – na sesjach nagraniowych w drugiej połowie marca i na początku kwietnia nagrał kilka piosenek, m.in. „Stuck on You”. Utwór, razem z piosenką „Fame and Fortune”, wydał na singlu, który szybko rozszedł się w nakładzie 2 mln egzemplarzy. Pod koniec marca gościł w programie telewizji ABC The Frank Sinatra Timex Show: Welcome Home Elvis, a za swój występ (za który otrzymał gażę w wysokości 125 tys. dol.) zebrał przychylne recenzje. W czerwcu wydał Elvis Is Back!, swój 10. album studyjny w karierze, a zarazem pierwszy, który nagrał techniką stereofoniczną. Za tę płytę uzyskał pochlebne recenzje. W lipcu wydał singiel „It’s Now or Never”, który rozszedł się w nakładzie 9 mln egzemplarzy i dotarł do pierwszego miejsca na liście przebojów, na którym utrzymał się przez ponad dwa miesiące. Za piosenkę otrzymał nagrodę „Billboardu” za najlepszy singiel 1960. Zarówno na albumie Elvis Is Back, jak i w singlu „It’s Now or Never”, zaprezentował swoje nowe, spokojniejsze brzmienie, dzięki któremu zdobył przychylność starszych słuchaczy. W tym samym miesiącu jego ojciec ożenił się z młodszą o 20 lat Davandę „Dee” Stanley, która z poprzedniego małżeństwa miała trzech synów – Davida, Ricky’ego i Billy’ego; Elvis nie stawił się na ślubie ojca i macochy. Pod koniec roku artysta wydał singiel z coverem utworu „Are You Lonesome Tonight?”.
W międzyczasie wrócił do grania w filmach, do czego nakłonili go menedżerowie, upatrując w tym dużych zysków ze względu na duże zainteresowanie artystą wśród nastoletnich widzów. Zagrał główną rolę w filmie Żołnierski blues (G.I.Blues, 1960), za którą zebrał przychylne recenzje. Nagrał także ścieżkę dźwiękową do filmu, m.in. utwór „Wooden Heart”, z którym przez kilka tygodni utrzymywał się na szczycie amerykańskiej listy przebojów. Choć Żołnierski blues osiągnął sukces komercyjny, Presley aspirował do grania w ambitniejszych produkcjach. Wykreował poważniejsze role w Płonącej gwieździe (Flaming Star, 1960) i Dzikusie z prowincji (Wild in the Country, 1961), jednak oba filmy okazały się sprzedażowymi klapami, dlatego agenci Presleya zlecali mu mniej wymagające role, co zniechęciło artystę do pracy, występowania na dużym ekranie i nagrywania kolejnych ścieżek dźwiękowych. W styczniu 1961 wydał pierwszy w karierze album z muzyką gospel pt. His Hand in Mine.
Do lutego 1961 sprzedał 75 mln płyt na świecie. Z okazji ogłoszenia 25 lutego 1961 „Dniem Elvisa Presleya” w stanie Tennessee artysta zagrał dwa koncerty w Ellis Auditorium w Humes High School w Memphis, które zostały pozytywnie ocenione w prasie. 26 marca 1961 w Pearl Harbor zagrał charytatywny koncert na rzecz Funduszu Pamięci Poległych na „USS Arizona”. Z powodu kontynuowania kariery filmowej zaprzestał grania koncertów na kolejne osiem lat.
Zebrał pozytywne recenzję za rolę w Błękitnych Hawajach (Blue Hawaii, 1961), do których nagrał ścieżkę dźwiękową z cieszącymi się uznaniem singlami „Can’t Help Falling in Love” i „Rock a Hula Baby”. W pierwszej połowie 1962 zagrał w filmach: Doścignąć marzenie (Follow That Dream) i Kid Galahad, które osiągnęły sukces komercyjny. W czerwcu 1962 wydał album pt. Pot Luck, a z promującym płytę singlem „Kiss Me Quick” dotarł do pierwszego miejsca na liście UK Singles Chart, ale tylko do 34. miejsca na amerykańskiej liście Hot 100. Sukces osiągnął także z utworem „Good Luck Charm”, z którym przez pięć tygodni utrzymywał się na szczycie amerykańskiej listy przebojów. W drugiej połowie 1962 wydał singiel „She’s Not You”, z którym przez trzy tygodnie pozostawał na szczycie listy przebojów. Za ścieżkę dźwiękową do filmu Dziewczyny! Dziewczyny! Dziewczyny! (Girls! Girls! Girls!), w którym zagrał główną rolę męską, dotarł do trzeciego miejsca na liście Billboard 200. Soundtrack promował singlem „Return to Sender”, który rozszedł się w dwumilionowym nakładzie w USA i Europie.
W pierwszej połowie 1963 wystąpił w filmie Co się zdarzyło na Targach Światowych (It Happened at The World’s Fair), a z promującym ścieżkę dźwiękową do filmu singlem „One Broken Heart for Sale” dotarł do drugiego miejsca na liście przebojów Hot 100. Wydał także singiel „You’re the Devil in Disguise”, z którym dotarł do trzeciego miejsca na amerykańskiej liście przebojów. W drugiej połowie 1963 premierę miał album składankowy pt. Elvis Golden Records Vol. 3 i kolejny film z Presleyem – Zabawa w Acapulco (Fun in Acapulco), do którego artysta nagrał ścieżkę dźwiękową z przebojem „Bossa Nova Baby”. Następnie zagrał główne role w komediach muzycznych: Kochający się kuzyni (Kissin’ Cousins, 1964) i Miłość w Las Vegas (Viva Las Vegas, 1964), do których nagrał ścieżki dźwiękowe, a tytułowe single stały się przebojami. W drugiej połowie 1964 wydał singiel „Ain’t That Loving You Baby”, który stał się jego kolejnym przebojem. Następnie zagrał w krytycznie przyjętym filmie Wagabunda (Roustabout, 1964), do którego nagrał ścieżkę dźwiękową. W 1964 światowa sprzedaż albumów Presleya przekroczyła 100 mln egzemplarzy.
W 1965 premierę miały trzy filmy z Presleyem: Szczęśliwa dziewczyna, Połaskotaj mnie i Harum Scarum, który uznawany jest przez krytyków za najgorszy film artysty, choć za występ w nim otrzymał najwyższe honorarium w karierze – 1 mln dol. i 40% zysków ze sprzedaży biletów. Do wszystkich trzech filmów nagrał ścieżki dźwiękowe: Girl Happy, Tickle Me i Harum Scarum. Również w 1965 do sprzedaży trafił album kompilacyjny pt. Elvis for Everyone! zawierający piosenki niefilmowe nagrane przez Presleya w latach 1954–1964. Spotkał się z członkami zespołu The Beatles, z którymi zorganizował spontaniczny jam session. Do końca 1965 uzyskał łącznie 53 certyfikaty złotej płyty za sprzedaż swoich singli.
W 1966 ukazały się kolejne filmy z Presleyem: Frankie i Johnny, Podrap mnie w plecy i Sposób na spędzanie czasu, do których nagrał ścieżki dźwiękowe: Frankie and Johnny, Paradise, Hawaiian Style i Spinout. W 1967 Presley zagrał główne role w filmach: Wielkie kłopoty, Łatwo przyszło, łatwo poszło i Piknik, do których nagrał ścieżki dźwiękowe (Double Trouble, Easy Come, Easy Go i Clambake). W tym samym roku wydał single „Long Legged Girl” i „The Love Machine”, które uważane są przez krytyków za najgorsze piosenki w dorobku Presleya. Z kolei za album gospelowy pt. How Great Thou Art artysta otrzymał nagrodę Grammy za najlepsze wykonanie pieśni religijnych.
W pierwszych miesiącach 1968 wydał single: „Guitar Man” i „US Male”, który trafiły na amerykańską listę przebojów. W październiku tego samego roku w sklepach firmy Singer sprzedawany był album kompilacyjny pt. Singer Presents Elvis Singing Flaming Star and Others zawierający wcześniej niepublikowane piosenki artysty. Również w 1968 premierę miała składanka przebojów Presleya pt. Elvis’ Gold Records Volume 4, a do kin trafiły kolejne filmy z Presleyem w roli głównej: Trzymaj się z daleka, Joe, Wyścigi i Tylko ją kochaj, do których artysta nagrał ścieżki dźwiękowe (Stay Away, Joe, Speedway i Live a Little, Love a Little). Na potrzeby soundtracku do Tylko ją kochaj nagrał cover przeboju „A Little Less Conversation”.
Do 1968 zagrał łącznie w 31 filmach. By wytrwać w napiętym harmonogramie pracy, między kolejnymi zdjęciami zażywał leki pobudzające. O ile pierwsze filmy z udziałem Presleya cieszyły się dużą popularnością i uznaniem krytyków, ostatnie nie wzbudziły większego zainteresowania widzów i otrzymywały negatywne recenzje.

### Powrót do koncertowania i rezydencja w Las Vegas
Zmuszony pogarszającą się sytuacją finansową spowodowaną zakończeniem kontraktu z wytwórnią filmową MGM i swoją rozrzutnością, wrócił do koncertowania. Pod koniec czerwca 1968 w Burbank nagrał koncert telewizyjny, który stacja NBC wyemitowała 3 grudnia tego samego roku pod nazwą Elvis. Program zebrał 42% ogółu widowni i uzyskał przychylne recenzje od krytyków. Po emisji koncertu premierę miał album DVD pt. Elvis (NBC TV Special) zawierający zapis telewizyjnego show, podczas którego Presley zaśpiewał m.in. premierowy singiel „If I Can Dream”. Do końca roku zrealizował kolejne nagrania w studiu w Nashville, gdzie stworzył utwory: „Big Boss Man” i „High Heel Sneakers”. W styczniu i lutym 1969 odbył sesję nagraniową w American Sound Studio w Memphis, gdzie pod kierownictwem producenta, Feltona Jarvisa, zarejestrował 36 piosenek łączących gatunki gospel, blues i rock’n’roll. Wśród nich znalazł się utwór „In the Ghetto”, z którą trafił na pierwsze miejsce listy przebojów. Wcześniej wytwórnia Camden wydała wznowienie składanki pt. Flaming Star.
31 lipca 1969 Presley zagrał swój pierwszy od lat koncert w International Hotel w Las Vegas, a następnie odbył miesięczną serię występów (po dwa koncerty każdego wieczoru) w tym hotelu, za co otrzymał gażę w wysokości 500 tys. dol.. Nagrania z koncertów umieścił na wydanym w sierpniu 1969 albumie pt. From Memphis to Vegas/From Vegas to Memphis, który osiągnął sukces komercyjny. Płytę promował singlem z koncertowym wydaniem utworu „The Wonder of You”. Koncerty zostały ciepło przyjęte przez publiczność i krytyków, a Presley wkrótce podpisał pięcioletni kontrakt na występy w International Hotel. Jeszcze do końca roku wydał singiel „Suspicious Minds”, z którym zajął pierwsze miejsce na liście przebojów). Poza tym pojawił się w filmach: Charro!, Kłopoty z dziewczynami i Złamane śluby, który był ostatnim filmem fabularnym z jego udziałem.
Pod koniec stycznia 1970 rozpoczął kolejną serię występów w Las Vegas, a na występy zakładał biały kombinezon z wysokim kołnierzem i spodniami-dzwonami, który wkrótce stał się jego znakiem rozpoznawczym. Nagrania z tych koncertów zostały umieszczone na albumie pt. On Stage, który za wysoką sprzedaż uzyskał certyfikat złotej płyty. Presley na przełomie lutego i marca zagrał sześć koncertów na arenie Houston Astrodome w Teksasie. W sierpniu zagrał kolejną serię koncertów w Las Vegas, a ich zapis został umieszczony na albumie koncertowym pt. Elvis in Person at the International Hotel, Las Vegas, Nevada i pokazany w filmie dokumentalnym Denisa Sandersa Elvis: Tak to jest (Elvis: That’s the Way It Is, 1970), do którego Presley nagrał ścieżkę dźwiękową. Artysta do końca roku wypuścił kilka albumów studyjnych: Let’s Be Friends, Almost in Love, Elvis’ Christmas Album i Back to Memphis, a także czteropłytową składankę swoich przebojów pt. Worldwide 50 Gold Awards Hits Vol. 1. Za sprzedaż singli „Kentucky Rain” i „Don’t Cry Daddy” uzyskał certyfikat złotych płyt. Wydał także single „I’ve Lost You” i „You Don’t Have to Say You Love Me”. Poza tym odbył trasę koncertową po USA, a w ciągu roku dał łącznie 137 występów w swojej ojczyźnie.
21 grudnia 1970 spotkał się z prezydentem USA Richardem Nixonem, by wyrazić i zaoferować swoją pomoc w zwalczaniu kultury narkotykowej i poprosić o przyznanie odznaki Biura ds. Narkotyków i Niebezpiecznych Leków. Podczas spotkania uznał muzykę zespołu The Beatles za „zagrożenie dla amerykańskiego ducha”. Odwiedził także siedzibę FBI w Waszyngtonie.
W 1971 wydał siedem albumów (studyjnych lub kompilacyjnych): Elvis Country (I’m 10,000 Years Old), który uchodzi za jedną z najlepszych płyt w dorobku Presleya, You’ll Never Walk Alone, Love Letters from Elvis, C’mon Everybody, Elvis the Other Sides – Worldwide Gold Award Hits, Vol. 2, I Got Lucky i Elvis Sings the Wonderful World of Christmas, a także wydał single: „There Goes by Everything”, „Rags to Riches”, „I’m Leavin’” i „I Just Can’t Stop Believin’”. Przez cały rok zagrał 156 koncertów, m.in. w International Hotel i hotelu Hilton w Las Vegas oraz w Sahara Tahoe Hotel w Lake Tahoe.
Mimo dużej popularności w kraju, Tom Parker uniemożliwił Presleyowi granie w Europie, Azji i Australii, tłumacząc decyzję niewystarczająco opłacalnymi ofertami z tych kontynentów; pojawiały się także głosy mówiące o tym, że menedżer był nielegalnym emigrantem z Holandii, dlatego odrzucał propozycje koncertowe spoza Ameryki. Presley po separacji z żoną w 1972 popadł w depresję, poza tym jeszcze bardziej zainteresował się muzyką gospel i religią, a także zwiększył częstotliwość występów, podczas których wygłaszał jeszcze więcej monologów, niż wcześniej. Tylko w 1972 zagrał 164 występy w USA, m.in. w Las Vegas oraz południowych i wschodnich stanach. Kulisy tej trasy zostały pokazane w filmie dokumentalnym Roberta Abela i Pierre’a Adidge’a Elvis w trasie (Elvis on Tour, 1972), a zapis czterech koncertów w nowojorskiej Madison Square Garden (gdzie oklaskiwało go 80 tys. widzów, w tym artyści: John Lennon, George Harrison, Bob Dylan, David Bowie czy Art Garfunkel) trafił na album koncertowy pt. Elvis at Recorded at Madison Square Garden. Presley w 1972 wydał również albumy studyjne: Elvis Now i He Touched Me, a w sprzedaży pojawiły się składanki: Elvis Sings Hits from His Movies Vol. 1 i Burning Love and Hits from His Movies Vol. 2. Presley wydał także single wysoko notowane na amerykańskiej liście przebojów: „Until It’s Time for You to Go”, „An American Trilogy”, „Burning Love” i „Always on My Mind”. 14 stycznia 1973 zagrał koncert w Honolulu International Center na Hawajach podczas imprezy charytatywnej Aloha from Hawaii. Koncert był transmitowany na cały świat przez satelitę i zgromadził ponad 1,5 mld telewidzów. Materiał zarejestrowany podczas koncertu wydał na podwójnym albumie pt. Aloha from Hawaii: Via Satellite. Do końca roku w sprzedaży ukazała się jeszcze składanka przebojów Presleya pt. Separate Ways, promowana coverem przeboju „Always on My Mind”, a także kolejne albumy studyjne artysty: Elvis (czasem nazywany także Fool) i Raised on Rock.

### Ostatnie lata kariery
Wiosną 1974 zagrał serię koncertów po południowych stanach Ameryki, m.in. zagrał pięć razy w Memphis, a zapis z tych występów został wydany 20 marca na albumie pt. Elvis: Recorded Live on Stage in Memphis (czasem nazywanym również The Graceland LP). Za wykonanie na żywo utworu gospel „How Great Thou Art” na jednym z koncertów w Memphis otrzymał trzecią w karierze nagrodę Grammy za najlepsze wykonanie pieśni religijnej. W tymże roku zagrał łącznie 150 koncertów po USA, a do sprzedaży trafiły jego kolejne albumy: Good Times (zawierający nagrania z sesji w Memphis w 1973) i Having Fun with Elvis on Stage (składający się z żartów i monologów, które Presley wygłaszał podczas koncertów w Las Vegas w 1972 i 1973). Artysta w 1974 wydał także single: „Take Good Care of Her”, „If You Talk in Your Sleep”, które nie spotkały się z większym zainteresowaniem słuchaczy, oraz balladę „My Boy”, która zdobyła sporą popularność. W sprzedaży ukazała się również siedmiopłytowa kolekcja 111 piosenek artysty pt. Elvis Presley’s Greatest Hits. Wytwórnia Arcade w porozumieniu z firmą RCA wydała dwupłytowy album kompilacyjny pt. Elvis 40 Greatest, który trafił na pierwsze miejsce amerykańskiej listy sprzedaży i rozszedł się w nakładzie 2 mln egzemplarzy. W 1974 i 1975 wytwórnia RCA wydała składanki przebojów Presleya: Elvis: A Legendary Performer Volume 1 (1974) i Elvis: A Legendary Performer Volume 2 (1975).
W styczniu 1975 Presley wydał album studyjny pt. Promised Land, z którym dotarł do pierwszego miejsca na amerykańskiej liście przebojów country i który jest uważany za jedną z najlepszych płyt w jego dorobku. Pochodzący z albumu tytułowy singiel trafił na amerykańską listę przebojów. W tym samym roku Presley wydał jeszcze dwa maxi single: „T-r-o-u-b-l-e” (utwór został nagrany jeszcze w okresie współpracy z Sun Records) i „Blue Moon/You’re a Heartbreaker/I’m Left, You’re Right, She’s Gone”, jednak żadne z nich nie osiągnęły większego sukcesu. Singlem „T-r-o-u-b-l-e” promował album studyjny pt. Elvis Today, który również został wydany w 1975 i zebrał przychylne recenzje. Również w 1975 zaczął uskarżać się na dolegliwości zdrowotne, jednak mimo to kontynuował koncertowanie po USA. 21 sierpnia, po trzech dniach występów w hotelu Hilton, odwołał dalsze koncerty z powodu przemęczenia. Powrócił do występów dopiero pod koniec roku, grając zakontraktowane koncerty w Las Vegas i 31 grudnia w Pontiac (Michigan) przed 60-tysięczną publicznością. W 1976 wydał, nagrany w studiu w jego posiadłości Graceland, album studyjny pt. From Elvis Presley Boulevard, Memphis, Tennessee, z którym dotarł do pierwszego miejsca na liście przebojów country (z wynikiem 400 tys. sprzedanych egzemplarzy). Zagrał także kolejną serię koncertów po USA (od marca do grudniu dał 94 występy podczas dziewięciu tras) oraz wydał single: „Hurt” i „The Girl of My Best Friend”, przy czym drugi z utworów nagrał 16 lat wcześniej. Wytwórnia Starcall, filia RCA, wypuściła składanki: The Sun Sessions (znaną również jako The Sun Collection), na której zostało umieszczonych 16 piosenek z pierwszego okresu kariery Presleya, oraz Pictures of Elvis, który firma Camden wkrótce wznowiła jako The US Male, uzupełniwszy album o piosenkę „Burning Love”.
W styczniu 1977 na brytyjskim rynku ukazał się album kompilacyjny pt. Elvis in Demand, na którym znalazły się przeboje wybrane przez fanów Presleya w drodze plebiscytu. Dwa miesiące później premierę miała kolejna składanka hitów – Welcome to My World, tym razem zawierająca piosenki z poprzednich płyt Presleya.
W drugiej połowie lat 70. jakość koncertów Presleya spadła, a rozczarowana publiczność składała skargi na artystę. Dziennikarz Tony Scherman napisał w pierwszych miesiącach 1977: Elvis Presley stał się karykaturą. Nie jest już tak energiczny, jaki był wcześniej. Ma ogromną nadwagę. Jego umysł jest niszczony przez leki, które codziennie zażywa. Jest wyczerpany, co widoczne jest na jego występach. W maju podczas koncertu w Baltimore doznał skurczy żołądka, przez co przerwał koncert na pół godziny, po czym wrócił i dokończył występ. W Aleksandrii w Luizjanie spędził na scenie mniej niż godzinę i był „niemożliwy do zrozumienia”. Mimo pogorszenia się jego stanu zdrowotnego nadal wyruszał w trasy koncertowe. Po tym, jak nie pojawił się na koncercie w Baton Rouge, bo nie był w stanie wstać z łóżka, reszta jego trasy koncertowej została odwołana. Pod koniec czerwca 1977 podczas koncertu w Rapid City w Dakocie Południowej „był tak zdenerwowany, że z trudem mógł swobodnie mówić do publiczności”. Według Samuela Roya, historyka zajmującego się życiem i karierą Presleya, artysta „nie był w stanie wykonać żadnego prostego ruchu”. Inny historyk zajmujący się problematyką życia Presleya, Peter Guralnick, wspomina o tym, jak „fani stawali się coraz bardziej rozczarowani, a Elvis to obserwował, będąc ograniczony tylko do życia w swoim pokoju w Graceland”. Kuzyn Presleya, Billy Smith, przypominał, jak artysta mógł godzinami siedzieć przed telewizorem i oglądać swoje ulubione skecze Monty Pythona lub swoje własne koncerty z lat 50., 60. i początku lat 70., jednocześnie stawał się coraz bardziej obsesyjny. W latach 1969–1977 zagrał łącznie 1094 koncerty w USA.
6 czerwca 1977 wypuścił swój ostatni singiel – „Way Down”, a 20 dni później w Indianapolis zagrał ostatni koncert w karierze. Na trasie towarzyszyła mu ekipa filmowa, która przygotowywała program telewizyjny o Presleyu. Po zakończeniu trasy wrócił do Memphis. W lipcu premierę miał album pt. Moody Blue, który zawierał m.in. singiel „Way Down” i kilka niepublikowanych wcześniej piosenek, oraz zajął pierwsze miejsce na listach przebojów country. Tytułowy singiel z płyty, wydany na początku 1977, stał się setnym przebojem w karierze Presleya, który był notowany na amerykańskiej liście Hot 100. 5 sierpnia do sprzedaży trafiła książka biograficzna pt. Elvis, what happened? (pol. Elvis: Co się stało?), w której jego byli ochroniarze – Sonny i Red Westowie – w odwecie za bycie zwolnionymi przez artystę z pracy w lipcu 1976 (z powodu pobicia jednego z amerykańskich rekwizytorów, który zażądał od Presleya 6 mln dol. odszkodowania za „uszkodzenie ciała”) opisali rzekomo „prawdziwe rock’n’rollowe życie Elvisa” i ujawnili, że Presley m.in. zażywał narkotyki. Presley próbował powstrzymać publikację książki, oferując duże sumy pieniędzy wydawnictwu i autorom.
16 sierpnia 1977 w godzinach popołudniowych miał wylecieć z Memphis, by – występem w Portland w stanie Maine – rozpocząć trasę koncertową po wschodniej części USA, którą miał zakończyć 28 sierpnia w Memphis.

### Śmierć i pogrzeb
15 sierpnia 1977 późnym wieczorem udał się do dentysty, a w drodze powrotnej został sfotografowany pod Graceland przez jednego ze swoich wielbicieli – Roberta Calla; to zdjęcie jest ostatnim, które przedstawia Presleya żywego. Nocą rozegrał partię racquetballa z kuzynem, Billym Smithem, i jego żoną oraz z ówczesną partnerką życiową, Ginger Alden. O godz. 8:30 podczas porannego spaceru spotkał się z ciotką, Deltą Mae, której poskarżył się na bezsenność. Następnie, nadal nie mogąc zasnąć, przygotował sobie kąpiel w wannie. Ok. godz. 14:10 Ginger Alden znalazła go nieprzytomnego, leżącego w pozycji embrionalnej, w łazience jego posiadłości w Memphis w Graceland, ale początkowo zignorowała sytuację i dopiero po chwili wezwała personel Graceland, który podjął próbę ocucenia artysty techniką sztucznego oddychania. Karetka pogotowia została wezwana do rezydencji ok. 14:30. Mimo podejmowanych prób przywrócenia artysty do życia, resuscytacja krążeniowo-oddechowa zawiodła. Akcję ratunkową podjęli Charlie Crosby i Ulysses S. Jones, którzy stwierdzili, iż zgon Presleya nastąpił najpewniej na kilka godzin przed ich przyjazdem. Karetka z Presleyem przed godz. 15:00 dotarła do Baptist Memories Hospital, gdzie o godz. 15:30 została potwierdzona jego śmierć, jako której przyczynę podano zatrzymanie akcji serca. Szpital ogłosił publicznie informacje o śmierci Presleya ok. godz. 16:00.
Wiadomość o śmierci Presleya zszokowała miliony ludzi na świecie i wywołała histerię wśród fanów artysty m.in. w Stanach Zjednoczonych i krajach Europy. Rozgłośnie radiowe i stacje telewizyjne na całym świecie rozpoczęły nadawanie programów poświęconych Presleyowi, a gazety opublikowały informację o śmierci artysty na pierwszych stronach. Przez kolejne kilka dni dziesiątki tysięcy ludzi zgromadziły się u bram Graceland, chcąc po raz ostatni zobaczyć piosenkarza, którego ciało umieszczono w otwartej trumnie. Reporterzy telewizyjni relacjonowali wydarzenia spod posiadłości Graceland. Jeden z kuzynów Presleya, Billy Mann, za sumę 18 tys. dol. sprzedał zdjęcie martwego artysty magazynowi „National Enquirer”, a numer gazety z tą fotografią na okładce stał się najbardziej kupowanym w historii tego magazynu. Redakcja odrzuciła propozycję Ginger Alden, która zaoferowała się – za 105 tys. dol. – przygotować artykuł o swoim życiu i relacjach z Presleyem; przedstawiciele gazety tłumaczyli swoją decyzję obawą przed ewentualnym pozwem i problemami prawnymi kobiety. Presley nie przekazał jej nic w swoim testamencie.

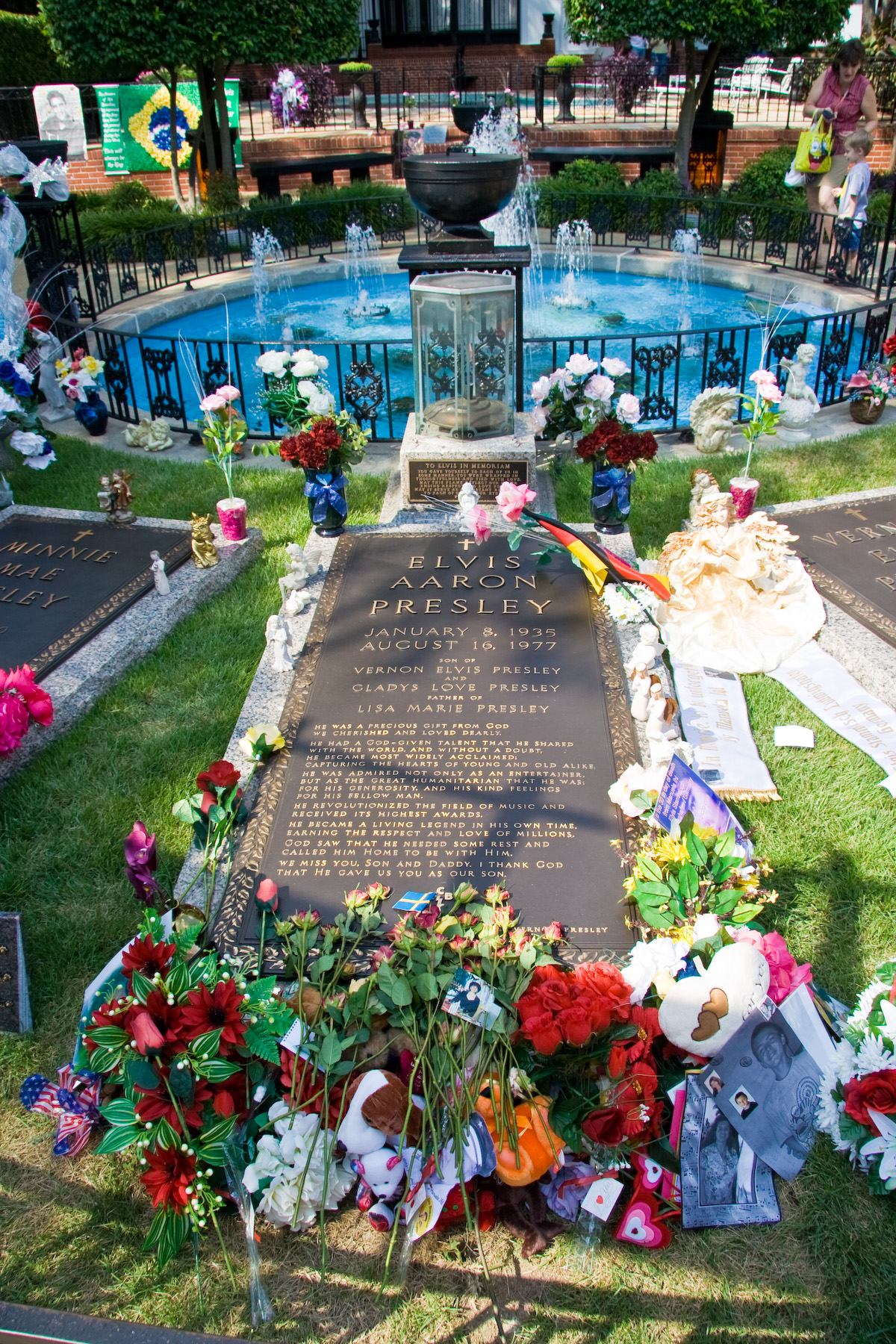
Grób Presleya w Graceland

Pogrzeb Presleya odbył się 18 sierpnia 1977 o godz. 14:00 w Graceland. W pobliżu posiadłości doszło do śmiertelnego wypadku, który spowodował pijany kierowca, wjeżdżając w tłum – dwie kobiety zmarły, a trzecia doznała poważnych obrażeń. W trakcie uroczystości pogrzebowych zaśpiewali: Kathy Westmoreland (wykonała utwór „My Heavenly Father”) oraz J.D. Sumner and The Stamps i The Statesmen Quartet („Sweet, Sweet Spirit”, „His Hand in Mine” i „How Great Thou Art”). O godz. 15:00 orszak żałobny skierował się na cmentarz Forest Hill, gdzie został pochowany Presley. Ok. 50 tys. gapiów pojawiło się na ulicach, które przemierzała procesja wioząca ciało Presleya. Przez kolejne kilka dni miejsce pochówku artysty odwiedziło ok. 250 tys. osób. 26 sierpnia do krypty, w której został pochowany Presley, przeniesiono zwłoki jego matki. Niedługo później odnotowano nieudaną próbę kradzieży zwłok obojga Presleyów, co wymusiło na rodzinie ekshumację i pogrzebanie w Meditation Gardens (pol. Ogrody Rozmyślań) znajdujących się na terenie Graceland. 27 listopada 1977 miejsce zostało otwarte dla zwiedzających.
Jedyną spadkobierczynią majątku Presleya – szacowanego na 120 mln dol. – została jego wówczas dziewięcioletnia córka. Zarządcą fortuny do czasu skończenia 25 lat przez Lisę Marie Presley został ojciec artysty, Vernon Presley (po jego śmierci w czerwcu 1979 kontrolę przejęła Priscilla Presley), a nadzór nad majątkiem przejął jeden z banków w Memphis.

#### Spór o przyczynę śmierci
Nie ustają spekulacje wokół okoliczności zgonu Presleya. Teorie spiskowe uwzględniają m.in. śmierć z przyczyn naturalnych, przypadkowe przedawkowanie leków i samobójstwo.
Policja nie wszczęła szczegółowego śledztwa w sprawie okoliczności śmierci Presleya. Dochodzenie mające wykazać rzeczywiste przyczyny śmierci artysty uruchomiono dopiero pod naciskiem opinii publicznej w Memphis. Jednym z podejrzanych o zgon artysty został jego osobisty lekarz, dr George Nichopoulos, którego oskarżano o podawanie Presleyowi zbyt dużej ilości środków uspokajających i pobudzających. On sam zeznał, że w ciągu ostatnich siedmiu miesięcy życia Presleya przepisał mu 6,5 tys. różnych leków, w tym 700 na dzień przed śmiercią swojego pacjenta. W kolejnych latach snuł kolejne teorie spiskowe o śmierci Presleya: w 1990 w konspekcie swojej książki pt. Who Killed Elvis Presley? stwierdził, że artysta zmarł wskutek złamania karku po uderzeniu w tył głowy, a w maju 2010 podał, że jego pacjent zmarł z powodu chronicznego zaparcia spowodowanego niedrożnością jelit, ponieważ nie zgodził się na zabieg kolostomii (który jako jedyny mógł uleczyć chorobę).
Istnieje także teoria spiskowa głosząca, że Presley wcale nie umarł, a jedynie upozorował własną śmierć, w czym miało mu pomóc FBI, obejmując go programem ochrony świadków w celu ochrony przed mafią – na kilka miesięcy przed śmiercią Presleya toczyło się postępowanie w sprawie oszustwa, którego ofiarą padł artysta i jego ojciec. Według jednej z wersji, w rzeczywistości skremowano „brata bliźniaka” Presleya lub woskową figurę artysty, a on sam wiedzie życie na marginesie świata. Bulwarowe pisma raz na jakiś czas publikują informacje o rzekomym miejscu schronienia Presleya.
Istnieją teorie, które głoszą, że Presley został zamordowany. Bliscy artysty ujawnili, że są w posiadaniu dowodów na to, iż jeden z niezależnych fotoreporterów współpracujących dla magazynu „National Enquirer” został wezwany do Graceland na kilka godzin przed odkryciem zwłok Presleya.
Twórcy teorii spiskowych zwracają uwagę także na fakt, że sypialnia i łazienka, w której znaleziono ciało Presleya, zostały sprzątnięte niedługo po śmierci artysty.
We wrześniu 1979 sprawa śmierci Presleya była tematem odcinka programu dokumentalnego telewizji ABC 20/20, którego autorzy – Charles Thompson i James Cole – próbowali dotrzeć do informacji dotyczących okoliczności zgonu artysty i dowieść, że Presley nie zmarł z przyczyn naturalnych. Dokument obejrzało 17 mln telewidzów.
W 2027 zostanie ujawnione sprawozdanie z sekcji zwłok Presleya.

### Po 1977: Upamiętnienie

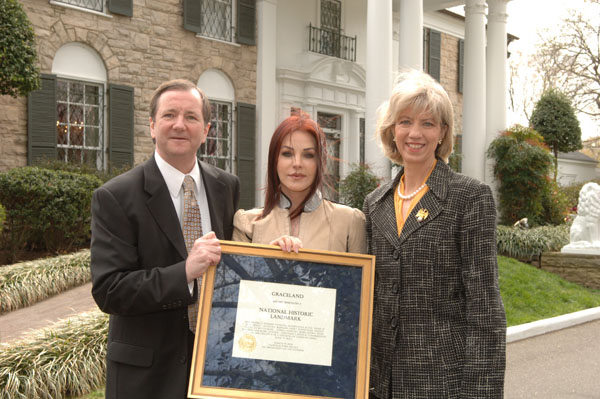
Graceland jako Narodowy Pomnik Historyczny USA – desygnacja (marzec 2006)

W ciągu kilku dni po śmierci Presleya jego piosenki podbiły listy przebojów w wielu krajach, m.in. w Stanach Zjednoczonych i Wielkiej Brytanii. 3 października 1977 premierę miał dwupłytowy album koncertowy pt. Elvis in Concert zawierający zapis z występów Presleya w Omasze (19 czerwca 1977) i Rapid City (21 czerwca 1977). Tego samego dnia telewizja CBS wyemitowała program telewizyjny o tym samym tytule. W latach 1977–1981 sześć pośmiertnie wydanych singli Presleya trafiło na wysokie miejsca na amerykańskiej liście przebojów, m.in. „My Way”, „It Won’t Seen like Christmas”, „It’s Only Love”. Od sierpnia do grudnia 1977 sprzedano prawie 200 mln egzemplarzy wszystkich albumów Presleya, przy czym największy popyt odnotowano na płyty: Moody Blue, Live at the Madison Square Garden, G.I.Blues i Blue Hawaii. Wytwórnia RCA Victor wypuściła do sprzedaży ośmiopłytowe wydawnictwo kompilacyjne pt. Elvis Aron Presley (w sierpniu 1980), albumy: Guitar Man (w styczniu 1981) i Rare Elvis (1986) oraz dwie ostatnie części składanek przebojów z serii A Legendary Performer (trzecią w 1978 i czwartą w 1983). Wytwórnia K-Tel w 1981 wydała składankę pt. Inspirations, która za wysoką sprzedaż uzyskała certyfikat platynowej płyty.
Dwie redakcje prasowe w Memphis wydrukowały specjalne wydanie gazety zawierające zdjęcia, artykuły i recenzje z wydarzeń, które nastąpiły po 16 sierpnia 1977; numer został sprzedany w 1,5-milionowym nakładzie. Specjalne dodatki o Presleyu przygotowały również redakcje czasopism „The Tennessean” i „The Louisville Chronicle”.
Po śmierci Presleya ukazało się wiele książek biograficznych poświęconych artyście, m.in. Inside Elvis Eda Parkera (przyjaciela Presleya), I Called Him Babe: Elvis Presley’s Nurse Remembered Marion Cocke (pielęgniarki Presleya), A Presley Speaks Vestera Presleya (stryja Presleya) i Elvis Presley Todda Slaughtera (sekretarza angielskiego fanklubu Presleya). Do sprzedaży trafiły także albumy fotograficzne poświęcone Presleyowi: The Life of Elvis Presley Seana Shavera i Elvis ’56 – In the Beginning Alfreda Wertheimera.
Presley doczekał się wielu trybutowych artystów, którzy z mniejszym lub większym powodzeniem naśladują jego muzykę i sceniczną osobowość.
O Presleyu powstało wiele piosenek, m.in. „The King Is Gone” Ronniego McDowella, „I Remember Elvis Presley” Danny’ego Mirrora, „Elvis Has Left the Building” J.D. Sumnera, „Loving You” Donny Fargo, „Goodbye King of Rock and Roll” Leona Everette’a, „Tupelo, Mississippi, Son” Johna Meseleya, „Elvis, the Man from Tupelo” George’a Pickarda, „Dark Cloud Over Memphis” Johnny’ego Tollisona, „Goodbye Elvis” Jima Whittingtona, „The Ballad of Elvis Presley” Rity Revis, „August 26, 1977” Raya Smitha, „Elvis Is a Legend” B. F. Snowa, „Blue Christmas without Elvis” Leigh Grady, „The King’s Last Concert” Reda Sovine’a, „Big Hunk of Love” Tanyi Tucker, „Hound Dog Man” Glena Campbella, „Elvis Forever” Jimmy’ego Freya, „His Legend’s Still Alive” Raya Hebela, „Oh Yes, He’s Gone” grupy T. Holbrook and The Jordanaires oraz „Graceland go the Promised Land” Merle Haggarda, który nagrał także cały album z coverami przebojów Presleya (My Farewell to Elvis).
W 1977 premierę w teatrze Astoria w Londynie miał spektakl muzyczny Elvis, który został wyróżniony nagrodą dziennika „London Evening Standard” dla najlepszego musicalu roku.
O życiu Presleya powstał fabularyzowany film biograficzny This Is Elvis (1981; reż. Andrew Solt i Malcolm Leo) z Paulem Boenschem III, Davidem Scottem, Daną McKayem i Johnnym Harrą w roli Presleya w różnych okresach jego życia, film dokumentalny Elvis by the Presleys (2005; reż. Rob Klug) oraz dwa filmy fabularne: Elvis (1979; reż. John Carpenter) z Kurtem Russellem i Elvis (2022; reż. Baz Luhrmann) z Austinem Butlerem.
W grudniu 1977 autostrada stanowa nr 78 (łącząca Tupelo z Memphis) otrzymała nazwę „Elvis Aaron Presley Memorial Highway”.
17 sierpnia 1979 w Tupelo została poświęcona kaplica The Elvis Presley Memorial Chapel, którą wybudowano ze składek fanów artysty z całego świata. 14 sierpnia 1980 na placu „Elvis Presley Plaza” w Memphis został odsłonięty pomnik Presleya.
„Dzień Elvisa Presleya” ustanowiony został 8 stycznia, 25 lutego lub 16 sierpnia w 15 stanach Ameryki, przy czym w stanie Tennessee taki dzień uchwalono już w 1961, a w stanie Georgia – w 1974. 8 stycznia 1982 był obchodzony na całym terytorium USA jako „Narodowy Dzień Elvisa Presleya”.
We wrześniu 1978 w Las Vegas odbył się festiwal Always Elvis, na którym wyemitowano filmy z udziałem Presleya.
W kwietniu 1981 niedaleko posiadłości Graceland z inicjatywy Jimmy’ego Velveta zostało otwarte Muzeum Pamięci Elvisa Presleya. W lipcu 1982 Graceland został otwarty dla turystów; każdego roku do posiadłości przybywa ponad 600 tys. odwiedzających, co czyni ją drugim – po Białym Domu – najczęściej odwiedzanym budynkiem w Stanach Zjednoczonych. Posiadłość w 2006 została zakwalifikowana jako Narodowy Pomnik Historyczny USA.
W 1980 premierę miała książka Elvis: We Love You Tender autorstwa Dee, Ricky’ego, Billy’ego i Davida Stanleyów (macochy i braci przyrodnich Presleya), w której autorzy opisali swoje życie z piosenkarzem. W 1986 premierę miała książka biograficzna Davida Stanleya pt. Life with Elvis, w której autor ujawnił szczegóły ostatnich lat życia Presleya.
Presley po śmierci został wprowadzony do Rock and Roll Hall of Fame (1986), Country Music Hall of Fame (1998), Gospel Music Hall of Fame (2001) i Rockabilly Hall of Fame (2007).
W 2005 trzy przeboje Presleya – „Jailhouse Rock”, „One Night/I Got Stung” i „It’s Now or Never” – ponownie trafiły na szczyt listy przebojów w Wielkiej Brytanii. W 2005 ponownie wydano 17 singli Presleya, a pięć z nich znalazło się na pięciu pierwszych miejscach listy przebojów UK Singles Chart.
Presley – według redakcji magazynu „Forbes” – pozostaje jednym z najwięcej zarabiających nieżyjących celebrytów, z rocznym dochodem szacowanym na 35–45 mln dol..
Według szacunków z połowy 2011, w sprzedaży dostępnych jest 15 tys. różnych rodzajów gadżetów związanych z Presleyem.
W listopadzie 2018 Presley został pośmiertnie uhonorowany najwyższym amerykańskim odznaczeniem, Prezydenckim Medalem Wolności.

#### Upamiętnienie w Polsce

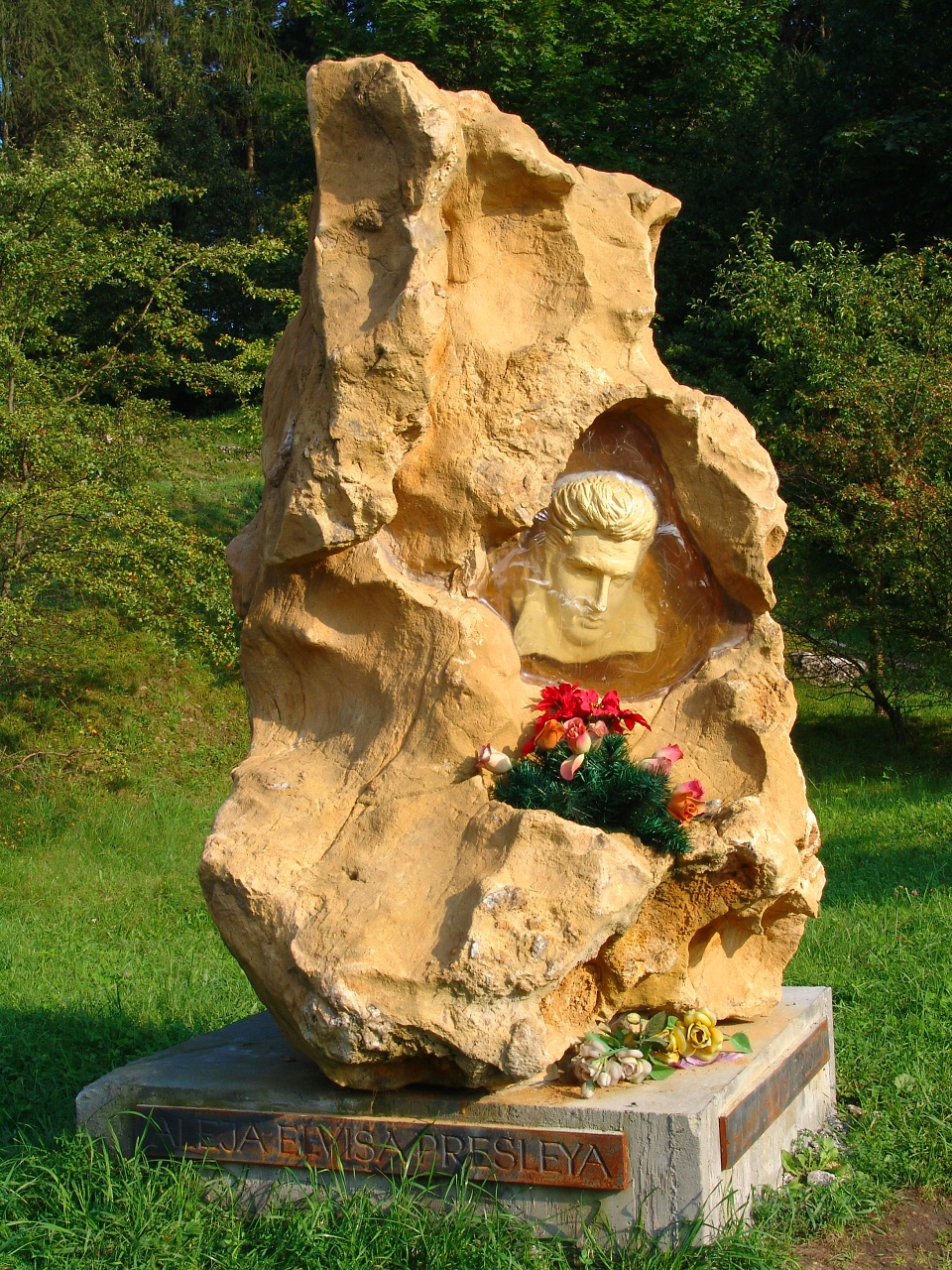
Pomnik Elvisa Presleya w Krakowie

W 1986 w sprzedaży ukazała się pierwsza polska biografia Elvisa Presleya autorstwa Leszka C. Strzeszewskiego pt. „Elvis”.
W Krakowie od początku lat 90. działa fanklub Elvisa Presleya, który organizuje liczne imprezy na cześć artysty. W 2003 alei w Krakowie nadano nazwisko Presleya. W 2005 w tejże alei został odsłonięty pomnik poświęcony artyście (autorstwa Jerzego Bratańca). Od 2018 Presley ma swoją gwiazdę w Alei Gwiazd w Krakowie.
W 2016 w Teatrze Nowym w Poznaniu odbyła się premiera sztuki w reżyserii Michała Siegoczyńskiego pt. „Elvis”.
W 2016 Mariusz Ogiegło wydał książkę pt. „Elvis. Człowiek, którego nigdy nie zapomnisz” zawierającą 26 jego wywiadów z osobami związanymi prywatnie lub zawodowo z Presleyem. Ogiegło wydał także dwie inne publikacje o Presleyu: „Elvis. Wszystkie płyty króla 1956–1966” w 2020 i „Elvis. Wszystkie płyty króla 1966-1977” w 2022.
Wzmianka o Presleyu znalazła się w tekście utworu „Czas ołowiu” polskiego zespołu Budka Suflera.

## Życie prywatne
Odbywając służbę wojskową w Niemczech w drugiej połowie lat 50., poznał 14-letnią Priscillę Beaulieu. W obawie przed atakami prasy i oskarżeniami o związek z nieletnią, para przez pierwsze kilka lat spotykała się potajemnie. W tym czasie spotykał się także z Anitą Wood, która jednak po czterech latach związku go porzuciła. Presley pod koniec grudnia 1966 oświadczył się Priscilli Beaulieu, a 1 maja 1967 poślubił ją podczas ceremonii w apartamencie artysty w hotelu Aladdin w Las Vegas. 1 lutego 1968 urodziła im się córka, Lisa Marie Presley. Po tym, jak wskutek zdrad Presleya żona odeszła od niego wiosną 1972, nawiązał romans z Lindą Thompson. 18 sierpnia 1973 wraz z Priscillą złożyli dokumenty rozwodowe, a 9 października sąd w Santa Monica orzekł koniec ich małżeństwa. W 1976 Thompson rozstała się z Presleyem po czterech i pół roku nieformalnego związku, pozostali jednak w przyjacielskich relacjach. Spotykał się także z Sheilą Caan. W listopadzie 1976 poznał 20-letnią Ginger Alden, której oświadczył się w styczniu 1977 i z którą pozostawał w nieformalnym związku aż do swojej śmierci.

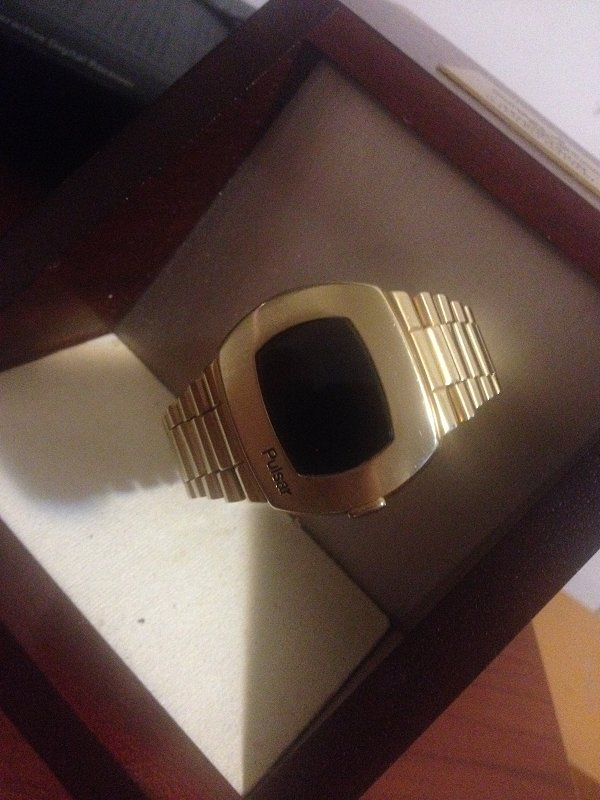
Złoty zegarek elektroniczny Elvisa Presleya (mikrokomputer Pulsar-2900, wyświetlacz LED ze szkłem z syntetycznego rubinu). Wykonany na indywidualne zamówienie przez firmę Pulsar / Hamilton w Bostonie. Model P2 egzemplarz nr: 10288 z grudnia 1972. Podarowany przez Elvisa swojemu lekarzowi dr Eliasowi Ghanemowi (dedykacja na deklu). Obecnie kolekcja prywatna – USA.

W 1957 zakupił za 100 tys. dol. 14-akrową posiadłość Graceland w Memphis, w której mieszkał do końca życia. Miał domy również w Bel Air i Palm Springs. Kolekcjonował drogie samochody i broń palną, a także był właścicielem samolotów. Znany był z rozrzutności i wyjątkowej szczodrości – kupował samochody i sprawiał inne, drogie prezenty nie tylko członkom rodziny i współpracownikom, ale także przypadkowym ludziom.
Od lat 50. cierpiał na bezsenność, z tego powodu zażywał środki nasenne, przy czym jednocześnie przyjmował deksedrynę na pobudzenie. Był uzależniony także od leków nasennych i przeciwbólowych (m.in. barbituranów) oraz amfetaminy. Cierpiał także na wiele innych dolegliwości, m.in. na jaskrę, wysokie ciśnienie krwi oraz uszkodzenie wątroby i jelita grubego spowodowane nadużywaniem narkotyków. Przez jakiś czas uczęszczał na terapię u psychiatry.
By zachować anonimowość, podczas wyjazdów często meldował się w hotelach pod fikcyjnymi personaliami „John Burrows”. Na cudze nazwiska zamawiał również leki oraz zgłaszał się do szpitala z powodu problemów zdrowotnych związanych z uzależnieniami.
|  |  |  |  |  |  |  |  |  |  |  |  |  |  |  |  |                    |                    |                    |                    |                             |                    | Vernon Presley | Vernon Presley | Vernon Presley | Vernon Presley | Vernon Presley | Vernon Presley |               |               | Gladys Love Presley | Gladys Love Presley | Gladys Love Presley | Gladys Love Presley | Gladys Love Presley | Gladys Love Presley |                    |                    | James Wagner       | James Wagner       | James Wagner               | James Wagner               | James Wagner               | James Wagner               |                            |                            | Anna Iversen      | Anna Iversen      | Anna Iversen                 | Anna Iversen                 | Anna Iversen                 | Anna Iversen                 |                              |                              | Paul Beaulieu | Paul Beaulieu | Paul Beaulieu | Paul Beaulieu | Paul Beaulieu | Paul Beaulieu |  |  |  |  |  |  |  |  |  |  |  |  |  |  |
|  |  |  |  |  |  |  |  |  |  |  |  |  |  |  |  |                    |                    |                    |                    |                             |                    | Vernon Presley | Vernon Presley | Vernon Presley | Vernon Presley | Vernon Presley | Vernon Presley |               |               | Gladys Love Presley | Gladys Love Presley | Gladys Love Presley | Gladys Love Presley | Gladys Love Presley | Gladys Love Presley |                    |                    | James Wagner       | James Wagner       | James Wagner               | James Wagner               | James Wagner               | James Wagner               |                            |                            | Anna Iversen      | Anna Iversen      | Anna Iversen                 | Anna Iversen                 | Anna Iversen                 | Anna Iversen                 |                              |                              | Paul Beaulieu | Paul Beaulieu | Paul Beaulieu | Paul Beaulieu | Paul Beaulieu | Paul Beaulieu |  |  |  |  |  |  |  |  |  |  |  |  |  |  |
|  |  |  |  |  |  |  |  |  |  |  |  |  |  |  |  |                    |                    |                    |                    |                             |                    |                |                |                |                |                |                |               |               |                     |                     |                     |                     |                     |                     |                    |                    |                    |                    |                            |                            |                            |                            |                            |                            |                   |                   |                              |                              |                              |                              |                              |                              |               |               |               |               |               |               |  |  |  |  |  |  |  |  |  |  |  |  |  |  |
|  |  |  |  |  |  |  |  |  |  |  |  |  |  |  |  |                    |                    |                    |                    |                             |                    |                |                |                |                |                |                |               |               |                     |                     |                     |                     |                     |                     |                    |                    |                    |                    |                            |                            |                            |                            |                            |                            |                   |                   |                              |                              |                              |                              |                              |                              |               |               |               |               |               |               |  |  |  |  |  |  |  |  |  |  |  |  |  |  |
|  |  |  |  |  |  |  |  |  |  |  |  |  |  |  |  |                    |                    |                    |                    |                             |                    |                |                |                |                | Elvis Presley  | Elvis Presley  | Elvis Presley | Elvis Presley | Elvis Presley       | Elvis Presley       |                     |                     |                     |                     |                    |                    |                    |                    |                            |                            | Priscilla Presley          | Priscilla Presley          | Priscilla Presley          | Priscilla Presley          | Priscilla Presley | Priscilla Presley |                              |                              |                              |                              |                              |                              |               |               |               |               |               |               |  |  |  |  |  |  |  |  |  |  |  |  |  |  |
|  |  |  |  |  |  |  |  |  |  |  |  |  |  |  |  |                    |                    |                    |                    |                             |                    |                |                |                |                | Elvis Presley  | Elvis Presley  | Elvis Presley | Elvis Presley | Elvis Presley       | Elvis Presley       |                     |                     |                     |                     |                    |                    |                    |                    |                            |                            | Priscilla Presley          | Priscilla Presley          | Priscilla Presley          | Priscilla Presley          | Priscilla Presley | Priscilla Presley |                              |                              |                              |                              |                              |                              |               |               |               |               |               |               |  |  |  |  |  |  |  |  |  |  |  |  |  |  |
|  |  |  |  |  |  |  |  |  |  |  |  |  |  |  |  |                    |                    |                    |                    |                             |                    |                |                |                |                |                |                |               |               |                     |                     |                     |                     |                     |                     |                    |                    |                    |                    |                            |                            |                            |                            |                            |                            |                   |                   |                              |                              |                              |                              |                              |                              |               |               |               |               |               |               |  |  |  |  |  |  |  |  |  |  |  |  |  |  |
|  |  |  |  |  |  |  |  |  |  |  |  |  |  |  |  |                    |                    |                    |                    |                             |                    | Danny Keough   | Danny Keough   | Danny Keough   | Danny Keough   | Danny Keough   | Danny Keough   |               |               |                     |                     |                     |                     | Lisa Marie Presley  | Lisa Marie Presley  | Lisa Marie Presley | Lisa Marie Presley | Lisa Marie Presley | Lisa Marie Presley |                            |                            |                            |                            |                            |                            | Michael Lockwood  | Michael Lockwood  | Michael Lockwood             | Michael Lockwood             | Michael Lockwood             | Michael Lockwood             |                              |                              |               |               |               |               |               |               |  |  |  |  |  |  |  |  |  |  |  |  |  |  |
|  |  |  |  |  |  |  |  |  |  |  |  |  |  |  |  |                    |                    |                    |                    |                             |                    | Danny Keough   | Danny Keough   | Danny Keough   | Danny Keough   | Danny Keough   | Danny Keough   |               |               |                     |                     |                     |                     | Lisa Marie Presley  | Lisa Marie Presley  | Lisa Marie Presley | Lisa Marie Presley | Lisa Marie Presley | Lisa Marie Presley |                            |                            |                            |                            |                            |                            | Michael Lockwood  | Michael Lockwood  | Michael Lockwood             | Michael Lockwood             | Michael Lockwood             | Michael Lockwood             |                              |                              |               |               |               |               |               |               |  |  |  |  |  |  |  |  |  |  |  |  |  |  |
|  |  |  |  |  |  |  |  |  |  |  |  |  |  |  |  |                    |                    |                    |                    |                             |                    |                |                |                |                |                |                |               |               |                     |                     |                     |                     |                     |                     |                    |                    |                    |                    |                            |                            |                            |                            |                            |                            |                   |                   |                              |                              |                              |                              |                              |                              |               |               |               |               |               |               |  |  |  |  |  |  |  |  |  |  |  |  |  |  |
|  |  |  |  |  |  |  |  |  |  |  |  |  |  |  |  |                    |                    |                    |                    |                             |                    |                |                |                |                |                |                |               |               |                     |                     |                     |                     |                     |                     |                    |                    |                    |                    |                            |                            |                            |                            |                            |                            |                   |                   |                              |                              |                              |                              |                              |                              |               |               |               |               |               |               |  |  |  |  |  |  |  |  |  |  |  |  |  |  |
|  |  |  |  |  |  |  |  |  |  |  |  |  |  |  |  | Ben Smith-Petersen | Ben Smith-Petersen | Ben Smith-Petersen | Ben Smith-Petersen | Ben Smith-Petersen          | Ben Smith-Petersen |                |                | Riley Keough   | Riley Keough   | Riley Keough   | Riley Keough   | Riley Keough  | Riley Keough  |                     |                     | Benjamin Keough     | Benjamin Keough     | Benjamin Keough     | Benjamin Keough     | Benjamin Keough    | Benjamin Keough    |                    |                    | Finley Aaron Love Lockwood | Finley Aaron Love Lockwood | Finley Aaron Love Lockwood | Finley Aaron Love Lockwood | Finley Aaron Love Lockwood | Finley Aaron Love Lockwood |                   |                   | Harper Vivienne Ann Lockwood | Harper Vivienne Ann Lockwood | Harper Vivienne Ann Lockwood | Harper Vivienne Ann Lockwood | Harper Vivienne Ann Lockwood | Harper Vivienne Ann Lockwood |               |               |               |               |               |               |  |  |  |  |  |  |  |  |  |  |  |  |  |  |
|  |  |  |  |  |  |  |  |  |  |  |  |  |  |  |  | Ben Smith-Petersen | Ben Smith-Petersen | Ben Smith-Petersen | Ben Smith-Petersen | Ben Smith-Petersen          | Ben Smith-Petersen |                |                | Riley Keough   | Riley Keough   | Riley Keough   | Riley Keough   | Riley Keough  | Riley Keough  |                     |                     | Benjamin Keough     | Benjamin Keough     | Benjamin Keough     | Benjamin Keough     | Benjamin Keough    | Benjamin Keough    |                    |                    | Finley Aaron Love Lockwood | Finley Aaron Love Lockwood | Finley Aaron Love Lockwood | Finley Aaron Love Lockwood | Finley Aaron Love Lockwood | Finley Aaron Love Lockwood |                   |                   | Harper Vivienne Ann Lockwood | Harper Vivienne Ann Lockwood | Harper Vivienne Ann Lockwood | Harper Vivienne Ann Lockwood | Harper Vivienne Ann Lockwood | Harper Vivienne Ann Lockwood |               |               |               |               |               |               |  |  |  |  |  |  |  |  |  |  |  |  |  |  |
|  |  |  |  |  |  |  |  |  |  |  |  |  |  |  |  |                    |                    |                    |                    |                             |                    |                |                |                |                |                |                |               |               |                     |                     |                     |                     |                     |                     |                    |                    |                    |                    |                            |                            |                            |                            |                            |                            |                   |                   |                              |                              |                              |                              |                              |                              |               |               |               |               |               |               |  |  |  |  |  |  |  |  |  |  |  |  |  |  |
|  |  |  |  |  |  |  |  |  |  |  |  |  |  |  |  |                    |                    |                    |                    | Tupelo Storm Smith-Petersen |                    |                |                |                |                |                |                |               |               |                     |                     |                     |                     |                     |                     |                    |                    |                    |                    |                            |                            |                            |                            |                            |                            |                   |                   |                              |                              |                              |                              |                              |                              |               |               |               |               |               |               |  |  |  |  |  |  |  |  |  |  |  |  |  |  |

## Posądzanie o rasizm

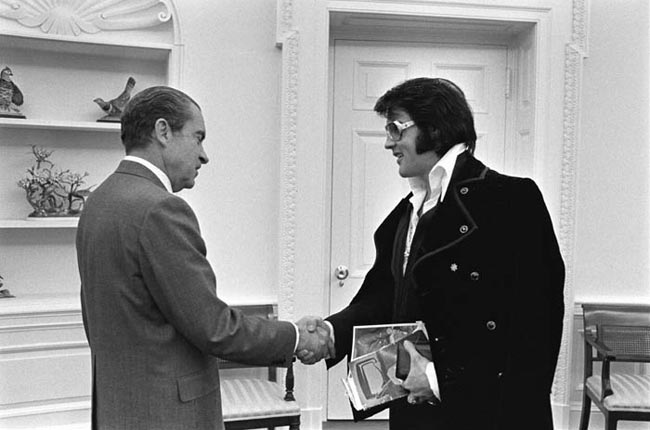
Richard Nixon i Elvis Presley; 21 grudnia 1970

Kiedy Dewey Philips po raz pierwszy puścił „That’s All Right” w radiu Memphis, wielu słuchaczy kontaktowało się z radiem przez telefon lub za pomocą telegramu, zakładając, że wykonawca tego utworu był rasy czarnej. Presley od początku swojej kariery miał szacunek do afroamerykańskich wykonawców i ich muzyki, mimo segregacji rasowej i uprzedzeń do Afroamerykanów na Południu Stanów Zjednoczonych. W wywiadzie z 1956 opowiadał, jak godzinami mógł słuchać czarnego muzyka bluesowego Arthura Crudupa. Gazeta The Memphis World, redagowana i skierowana głównie do Afroamerykanów, napisała o tym, jak Presley – „fenomen rock’n’rolla” – „zniósł segregację rasową w Memphis”, bawiąc się bez skrępowania w parku rozrywki w dzielnicy zamieszkanej w większości przez ludzi rasy czarnej. Takie zachowania prezentowane przez Presleya zagwarantowały mu akceptację ze strony Afroamerykanów w pierwszych latach jego kariery. Z drugiej strony, według Arnolda Shawa z magazynu Billboard: „wielu białych dorosłych ludzi nie tolerowało Presleya za to, że rozpowszechniał «rock’n’roll», który ma korzenie w społecznościach rasy czarnej i zwracał uwagę na ich kulturę”.

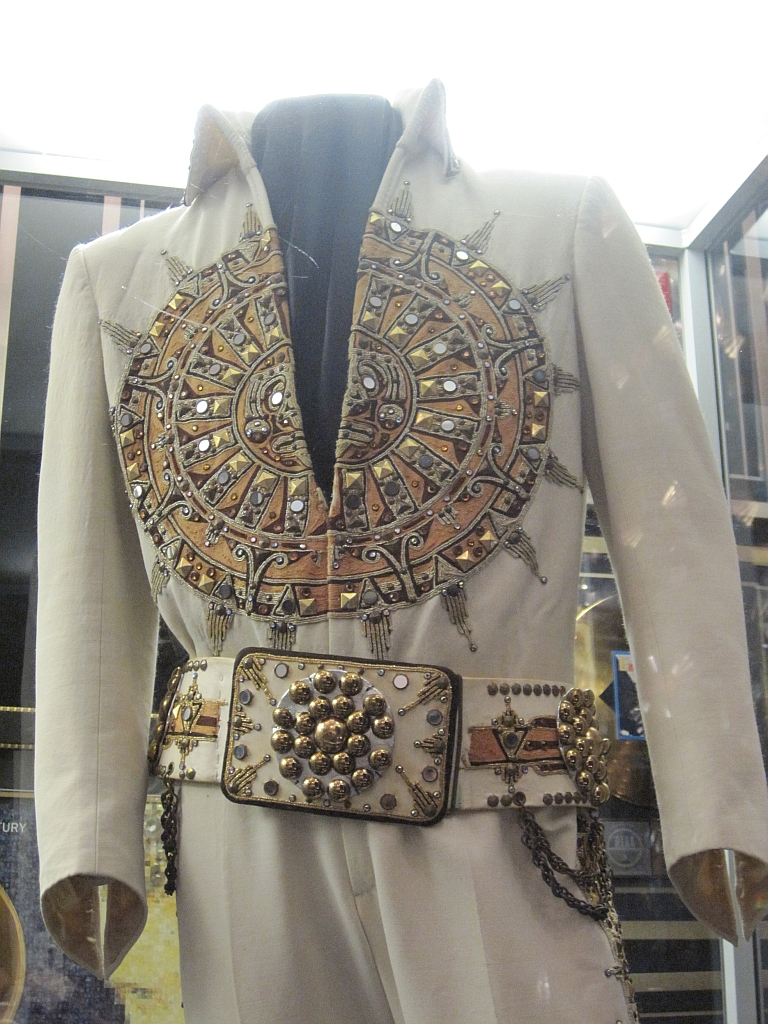
Kombinezon, w który Presley był ubrany podczas ostatniego występu

Mimo pozytywnego wizerunku, jaki zyskał Presley w oczach Afroamerykanów, w połowie 1957 pojawiła się plotka o jego rasistowskich poglądach. Mówiła ona, że Presley wypowiedział się o czarnoskórych w następujący sposób: „Jedyną rzeczą, jaką czarni mogą dla mnie zrobić, jest kupowanie moich płyt i pastowanie moich butów”. Louis Robinson, dziennikarz z afroamerykańskiego tygodnika „Jet”, śledził te plotki, a w trakcie kręcenia ujęć do filmu Więzienny rock przeprowadził krótki wywiad z Presleyem; artysta zaprzeczył pomówieniom, jakoby miał udzielić cytowanej wypowiedzi lub też w jakikolwiek inny sposób popierać poglądy rasistowskie. Robinson nie uwierzył Presleyowi, a wręcz był przekonany po wysłuchaniu zeznań wielu osób, że Elvis był zdeklarowanym rasistą. Czarnoskóry wykonawca bluesowy Ivory Joe Hunter, który słyszał plotkę, po wizycie w Graceland pewnego późnego popołudnia powiedział o Presleyu: „Był jednym z najbardziej uprzejmych ludzi, jakich kiedykolwiek spotkałem”. Mimo że plotka została praktycznie całkowicie zdementowana po wizycie Huntera, przez dziesiątki lat była wykorzystywana przeciwko Presleyowi.
Zazdrość i niechęć, która powodowała i napędzała takie zachowania, była spowodowana tym, że Presley u szczytu kariery miał „rzucić swoich czarnych przyjaciół w niepamięć”. W XXI w. stwierdzenie, że „Presley ukradł muzykę czarnym”, znajduje jeszcze zwolenników. Znanym afroamerykańskim artystą, który odrzucał tę plotkę, był Jackie Wilson, który powiedział: „Wielu ludzi oskarżało Elvisa o «kradzież czarnej muzyki», gdy tak naprawdę prawie każdy afroamerykański wykonawca skopiował wizerunek i ruchy Elvisa”.

## Symbol seksu

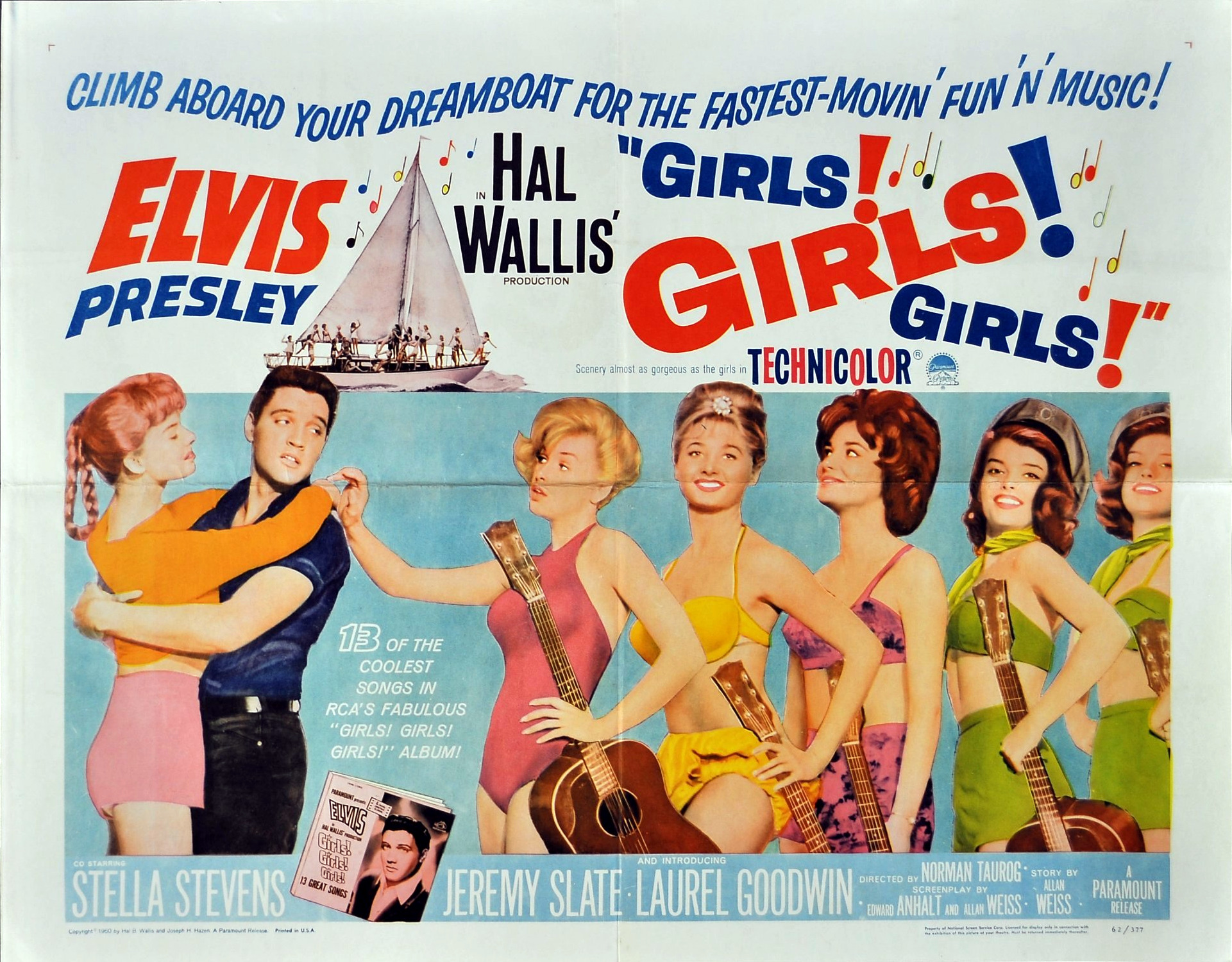
Plakat filmu Dziewczyny! Dziewczyny! Dziewczyny!, przedstawiający Elvisa, trzymającego młodą kobietę

W latach 50. w recenzjach prasowych pojawiało się dużo odwołań do sex appealu i atrakcyjności fizycznej Presleya. „Był piękny, niezwykle urokliwy”, powiedział krytyk muzyczny Mark Feeney. Reżyser Steve Binder, który nie był fanem muzyki Presleya aż do momentu zobaczenia jego występu w telewizji z 1968, wypowiedział się o Presleyu w następujący sposób: Powiem to najprościej jak mogę. Czy jesteś kobietą, czy mężczyzną – to nie robi żadnej różnicy. On na pewno przyciągnąłby twój wzrok. Tak dobrze wyglądał, że jeśli nie wiedziałabyś, że jest gwiazdą, a wszedłby do twojego pokoju w twojej obecności – wiedziałabyś, że jesteś tam z kimś wyjątkowym. Jego ruchy na koncertach, a także fizyczne piękno było odpowiedzialne za coraz częstsze spoglądanie na Presleya z erotycznego punktu widzenia. W jego nekrologu Lester Bangs określił go jako „faceta, który wprowadził seks do kultury masowej”. Słowa Eda Sullivana o tym, że „Presley ma plastikową butelkę w spodniach” od razu wywołały wiele plotek i insynuacji.
Mimo że wizerunek Presleya był określany jako ikona heteroseksualności, to niektórzy krytycy mówią o tym, że był on „niejednoznaczny”. Brett Farmer, widząc Presleya tańczącego i śpiewającego w filmie Jailhouse Rock, określił go jako przedstawiającego „specyficzny i w pewien sposób inny erotyczny styl płci męskiej”. Według Yvonne Tasker, „Elvis pokazał nowy obraz heteroseksualnej białej klasy robotniczej jako agresywnej”.
Obwołanie Presleya symbolem seksu przyczyniło się do powstawania plotek o jego romansach z Hollywoodzkimi gwiazdami filmowymi. Mówiono, że romansował z: Natalie Wood (w latach 50.), Connie Stevens, Ann-Margret i Tuesday Weld (w latach 60.) oraz Candice Bergen i Cybill Shepherd (w latach 70.). June Juanico, jedna z wcześniejszych dziewczyn Presleya, obwiniała Parkera za dobieranie mu partnerek z myślą o zarobku. Presley nie czuł się komfortowo, gdy plotkowano o jego romansach w sferach aktorskich Hollywood, zwłaszcza że większość z medialnych rewelacji było nieprawdziwych.

## Legenda

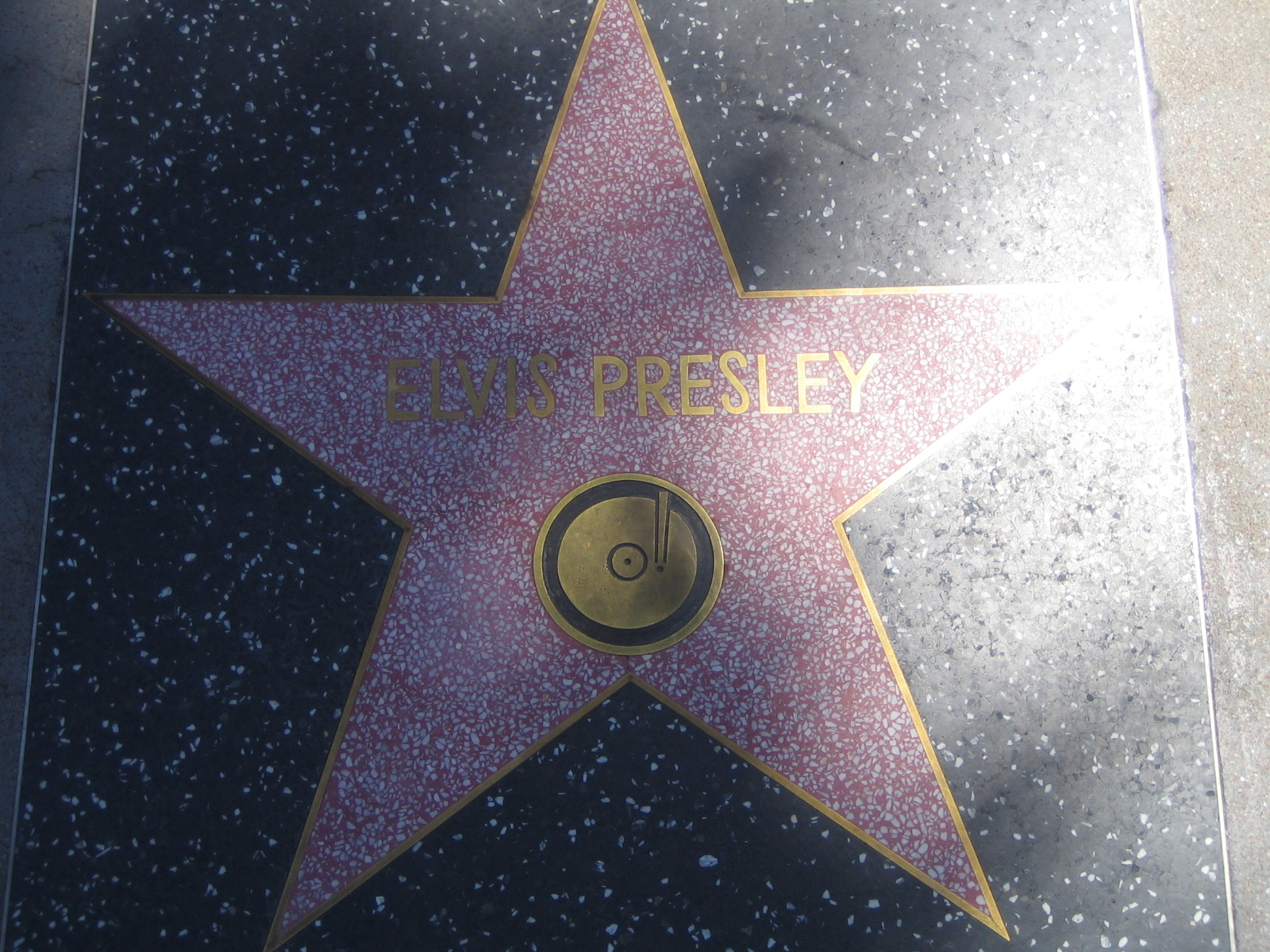
Gwiazda króla w Hollywood Walk of Fame

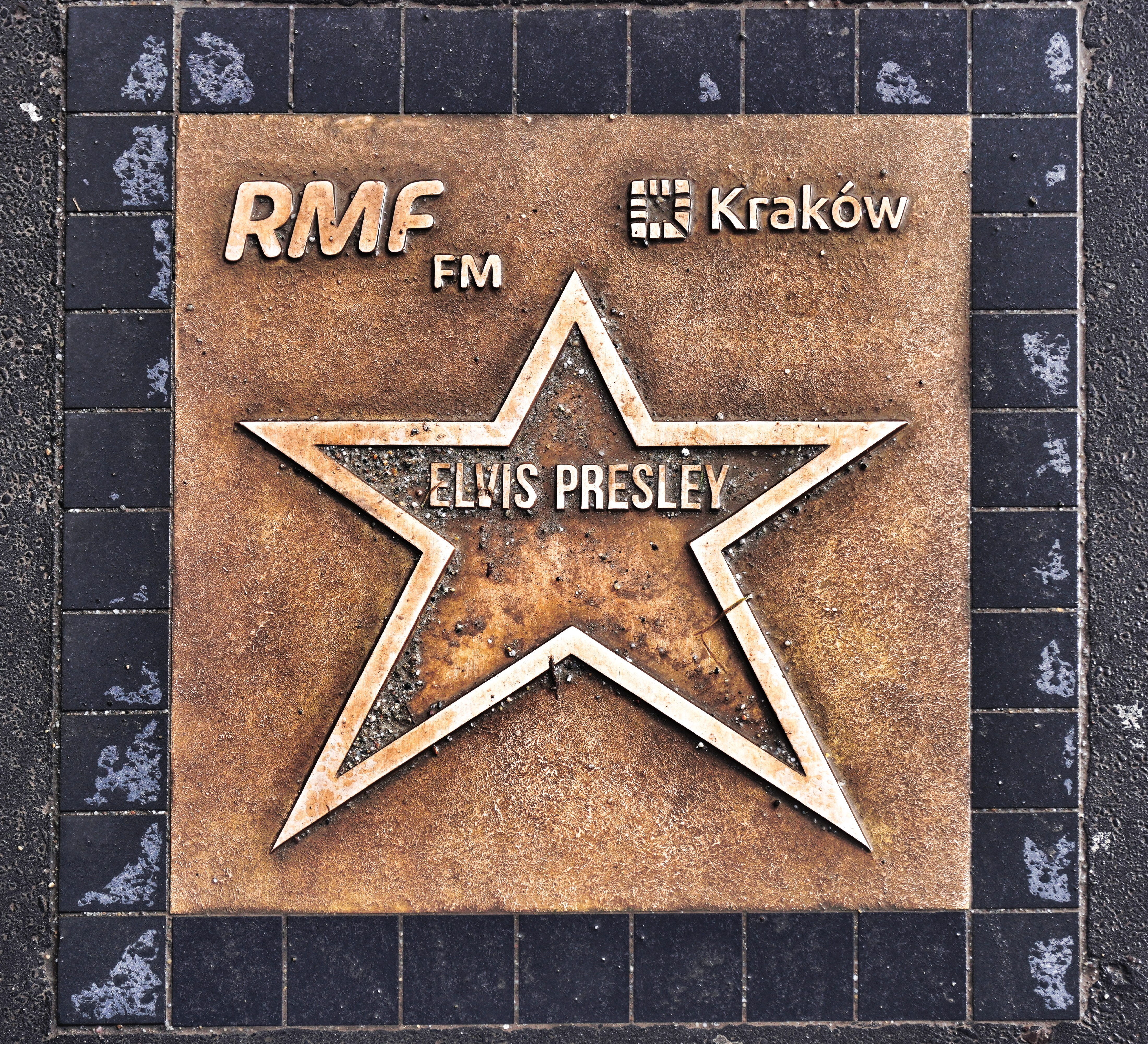
Gwiazda Elvisa Presleya na Alei Gwiazd w Krakowie

Presley został zauważony i znalazł się w centrum uwagi Amerykanów po swoim pierwszym występie w programie The Ed Sullivan Show w 1956, a wkrótce został jednym z najpopularniejszych ludzi na świecie. Producent telewizyjny Jack Good na początku lat 60. podsumował sukcesy Presleya słowami: „Lista przebojów to nic innego, jak wieloodcinkowy serial z Elvisem Presleyem w roli głównej”. Hank Marvin z zespołu The Shadows stwierdził: „Lista przebojów z powodzeniem mogłaby zaczynać się od numeru drugiego. Pierwsza pozycja jest i tak zarezerwowana dla Elvisa. Presley, jako jeden z prekursorów rock’n’rolla, określił nowy gatunek w muzyce oraz odcisnął ślad w kulturze młodzieżowej i w modzie. John Lennon z zespołu The Beatles wskazał, że „przed Elvisem nie było niczego”. Kompozytor Leonard Bernstein stwierdził, że Presley „jest największym artystą XX wieku”. Piosenkarz Bob Dylan, jedna z głównych postaci kultury masowej XX wieku, podsumował dokonania Presleya słowami: „Rozpoczął nową falę i zmienił wszystko – muzykę, język, modę. Od tego zaczęła się ta cała rewolucja społeczno-kulturalna. Z tego powstały lata 60.”.
Presley doprowadził do narodzenia się nowego rodzaju akceptacji rasowej. Czarnoskóry pionier rock’n’rolla Little Richard powiedział: „[Presley] był integratorem, był jak zbawienie. Nigdy nie puściliby muzyki czarnoskórych, gdyby nie on. On otworzył drzwi dla muzyki czarnoskórych”. Czarnoskóry artysta Al Green, prekursor soulu, powiedział: „[Presley] rozkruszył lód dla nas wszystkich”.
Nazwisko, głos i wizerunek Presleya są rozpoznawane przez większość ludzi na świecie. Presley zainspirował wielu odtwórców i pozostaje najczęściej odwzorowywaną osobistością. Fankluby Presleya funkcjonują w większości stanów Ameryki Północnej oraz w wielu innych krajach na świecie.

## Filmografia
- 1956: Kochaj mnie czule (Love me tender) jako Clint Reno
- 1957: Kochając ciebie (Loving You) jako Jimmy Tompkins (Deke Rivers)
- 1957: Więzienny rock (Jailhouse Rock) jako Vince Everett
- 1958: Król Kreol (King Creole) jako Danny Fisher
- 1960: Żołnierski blues (G.I. Blues) jako Tulsa McLean
- 1960: Płonąca gwiazda (Flaming Star) jako Pacer Burton
- 1961: Dzikus z prowincji (Wild in the country) jako Glenn Tyler
- 1961: Błękitne Hawaje (Blue Hawaii) jako Chad Gates
- 1962: Dziewczyny! Dziewczyny! Dziewczyny! (Girls! Girls! Girls!) jako Ross Carpenter
- 1962: Doścignąć Marzenie (Follow that Dream) jako Toby Kwimper
- 1962: Kid Galahad jako Walter Gulick
- 1963: Co się zdarzyło na Targach Światowych (It Happened at the World’s Fair) jako Mike Edwards
- 1963: Zabawa w Acapulco (Fun in Acapulco) jako Mike Windgren
- 1964: Miłość w Las Vegas (Viva Las Vegas) jako Lucky Jackson
- 1964: Kochający się kuzyni (Kissin’ Cousins) jako Josh Morgan/Jodie Tatum
- 1964: Wagabunda (Roustabout) jako Charlie Rogers
- 1965: Szczęśliwa dziewczyna (Girl Happy) jako Rusty Wells
- 1965: Połaskotaj mnie (Tickle Me) jako Lonnie Beale
- 1965: Harum Scarum jako Johnny Tyronne
- 1966: Sposób na spędzanie czasu (Spinout) jako Mike McCoy
- 1966: Podrap mnie w plecy (Paradise, Hawaiian Style) jako Rick Richards
- 1966: Frankie i Johnny (Frankie and Johnny) jako Johnny
- 1967: Wielkie kłopoty (Double Trouble) jako Guy Lambert
- 1967: Łatwo przyszło, łatwo poszło (Easy Come, Easy Go) jako porucznik Ted Jackson
- 1968: Tylko ją kochaj (Live a Little, Love a Little) jako Greg Nolan
- 1968: Trzymaj się z daleka, Joe (Stay Away, Joe) jako Joe Lightcloud
- 1968: Wyścigi (Speedway) jako Steve Grayson
- 1968: Piknik (Clambake) jako Scott Heyward
- 1969: Kłopoty z dziewczynami (The Trouble with Girls) jako Walter Hale
- 1969: Złamane śluby (Change of Habit) jako dr John Carpenter
- 1969: Charro!  jako Jess Wade